# 咖啡
咖啡是指咖啡植物的种子即咖啡豆在經過烘焙磨粉後通過沖泡制成的飲料，是世界上流行范围最為廣泛的飲料之一。咖啡在人类饮食中一般為日常的飲品，人们通常會為了提振精神，或在用餐和社交、阅读时饮用。咖啡原产于非洲东岸的埃塞俄比亞，咖啡起源於15-16世纪，从也门被传播至穆斯林世界，16世紀的威尼斯商人将咖啡引入意大利，随后17-18世纪由于欧洲对咖啡的需求，促使殖民者将咖啡树传播并栽种到美洲、东南亚和印度等热带地区，现今有超过70个国家种植咖啡树。未經烘焙的咖啡生豆作為世界上最大的出口農產品，以及世界上交易量為廣泛的熱帶农产品之一，也是發展中國家出口中最有價值的商品之一。采收的成熟咖啡果会经过剥离果肉的初步加工，再经过烘焙的工序，而成為能製作咖啡的咖啡豆。透過不同的冲泡方式與成分比例，咖啡有浓缩咖啡、卡布奇诺和拿铁咖啡等變化。咖啡豆的品種可大致分为两种：最为普遍的小果咖啡（阿拉比卡），以及颗粒较粗且酸味较低而苦味较浓的中果咖啡（罗布斯塔）。一些争议指咖啡的种植与它环境影响有关，例如肯亚咖啡豆在移植种植后失去了独有的肯亚酸，而肯亚的原种地土壤含有较高浓度的磷酸。因此，公平贸易咖啡与有机咖啡是一个不断扩大的市场。

## 歷史

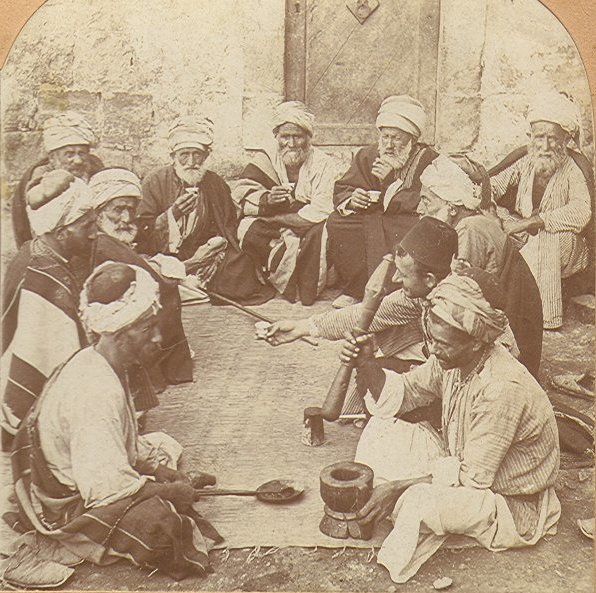
巴勒斯坦的一家咖啡馆，大约1900年

傳說9世紀的埃塞俄比亞的牧羊人發現並咀嚼了咖啡果實，隨後將咖啡果實帶給了附近修道院的僧侶，但僧侶起初不願食用果實，並把果實扔進火裏，經過火烤的咖啡果中冒出香氣引來僧侶前來查看，僧侶從餘燼中撈出咖啡豆，並將其磨碎溶解在熱水中，這才製成了世界上第一杯咖啡。但此故事截至1671年並沒有得到任何記載，因此可能是杜撰的。亦有研究认为最初栽培的咖啡源自埃塞俄比亚的哈勒尔。埃塞俄比亞的阿克蘇姆王國兴盛时曾一度占据也门南部，6世紀中期，薩珊帝國攻佔也門後將阿克蘇姆趕出南阿拉伯半島，可以肯定的是咖啡是從埃塞俄比亞傳播到也門的。
咖啡傳播到穆斯林世界後伊斯蘭醫學認可了咖啡的好處，認為其可以提振精神並防止酒和大麻對穆斯林的誘惑，15世紀的也門蘇菲派修道院在祈禱時使用咖啡來幫助集中注意力。
16世紀初咖啡從也門的摩卡港傳播到埃及，隨後咖啡館還出現在敘利亞阿勒頗，並於1554年在鄂圖曼帝國首都伊斯坦堡開業。1511年，由於也門麥加的宗教領袖認為咖啡具有刺激作用，便開始禁止穆斯林飲用咖啡，造成其餘阿拉伯世界的蘇丹和宗教領袖也相繼效仿；其中两位鄂圖曼帝國蘇丹更是同样出于政治考量，而在1517年和1623年两度禁止咖啡。
同樣在16世紀，與阿拉伯世界的貿易令威尼斯獲得了包括咖啡在內的非洲商品，威尼斯商人則向威尼斯的上流階級高價推銷咖啡。起初意大利的宗教人士對咖啡這種穆斯林飲料持懷疑態度，並稱咖啡為“撒旦的苦澀發明（bitter invention of Satan）”或是“阿拉伯酒（wine of Araby）”，1600年，教宗克勉八世對咖啡的爭議作出裁決，在教宗品嚐咖啡後認為可以飲用，並祝福了咖啡。。
1616年，荷蘭商人彼得·范登布羅克從也門摩卡獲得了一些阿拉比卡咖啡樹苗並帶回了阿姆斯特丹，還在當地植物園種植成功。1658年，荷蘭人首先在其殖民地錫蘭和印度南部開始種植咖啡，但出於避免供應過剩而降低價格的考量，最終放棄了在錫蘭種植，專註於爪哇和蘇裏南的種植園。
1675年时，英格蘭就有3000多家咖啡館；啓蒙運動時期，咖啡館成為民衆深入討論宗教和政治的聚集地，1670年代的英國國王查理二世就曾試圖取締咖啡館。這一時期的英國人認為咖啡具有藥用價值，甚至名醫也會推薦將咖啡用於醫療。
1773年，波士頓傾茶事件後約翰·亞當斯和許多美國人認為喝茶是不愛國的，令大量美國人在美國獨立戰爭期間改喝咖啡。
18世纪，葡萄牙人首先在巴西里約熱內盧附近，後來則是聖保羅種植咖啡並建設種植園。1852-1950年，巴西主導了世界咖啡生産，其出口的咖啡比世界其他地區的總和還多。1950年以來，由於哥倫比亞和越南等主要生産國相繼出現，而越南在1999年超過哥倫比亞成為世界第二大咖啡生産國，並在2011年達到15%的市場份額，而同年巴西的市場份額僅佔33%。
在咖啡的原产地埃塞俄比亚，18世纪前咖啡曾被埃塞俄比亚正教会所禁止，直至19世纪后期叶埃塞俄比亚皇帝孟尼利克二世的统治时期才有所开放。
咖啡在19世纪中已经引入中国上海，1843年—44年上海对外贸易文献就有记载“枷榧豆5包，每包70斤”，表明当时上海已经从外国进口咖啡豆。
香港英文報章在1866年刊登關於coffee shop的報導。1885年香港中文報章以「咖啡」為中文名，此後逐漸成為華語地區普及使用的中文譯名。香港在1840年代起有英國人聚居，由於飲食文化的差異，最初被輸入到香港的咖啡豆是主要供應西方人飲用，而一般本地華人則不喜歡咖啡苦澀的味道，在早年的香港常有大量從事搬運工作的苦力在碼頭聚集，為來港的貨輪搬運貨物，從事體力勞動的苦力比一般華人更容易接觸到剛循海路進口的咖啡豆，所以在華人社會中最早有飲用咖啡習慣的群體，卻是社會地位低下的碼頭搬運工。

## 主要成分
- 蔗糖：烘焙過程中部分會熱裂解為甲酸、醋酸、乳酸、甘醇酸，故含糖量愈高的生豆，在淺焙時會愈酸，可增加咖啡香氣複雜度；部分會在過程中經過焦糖化反應而變為焦糖，可增加咖啡風味。
- 咖啡因：咖啡的主要活性成分。略帶苦味，熔點高達237℃，因此烘焙好的咖啡熟豆，其咖啡因幾乎完整保留下來，並在萃取時會融入杯中。咖啡因的作用主要是刺激循環系統和呼吸系統、中樞神經系統，特別是大脑皮质層的腦細胞，適量的咖啡因亦可減輕肌肉疲勞，使人提高警惕性、情緒激昂、減輕睡意及肌肉疲勞，维持持久的工作能力。亦能提高身體基礎代謝，抗老化，具有利尿作用，並能促進消化液分泌刺激腸胃蠕動，幫助排便。咖啡因还可以缩短人的反应时间并提高反应能力，因此在奥运会中被列为违禁品；但过量摄入咖啡因也会带来副作用，使人失眠、烦躁、易怒[35]；由於它會促進腎臟機能，有利尿作用，幫助體內將多餘的鈉離子排出體外，但攝取過多也會導致咖啡因中毒。
- 酚酸：[36]
  - 綠原酸：淺焙至中焙（一爆至二爆）中，約有50%的綠原酸會降解為奎寧酸（酸澀），而咖啡亦是人類攝取綠原酸的主要來源。
  - 咖啡酸
- 脂肪：其中最主要的是酸性脂肪及揮發性脂肪。
  - 酸性脂肪：即脂肪中含有酸，其強弱會因咖啡種類不同而異。
  - 揮發性脂肪：是咖啡香氣主要來源，會散發出約四十種芳香物質。
- 蛋白質：蛋白質在烘培過程中會與醣類參與美拉德反應，進而產生令人沉醉其中的複雜香氣。
- 纖維：占咖啡熟豆的70%，不可被萃取出來。
- 礦物質：含有少量石灰、鐵質、磷、碳酸鈉等。

## 品種及產地
咖啡豆只能種植在南北回歸線之間的地區，也就是所謂的「咖啡帶」（coffee belt），依咖啡生產量之國家依序為巴西、越南、哥倫比亞。

### 品種

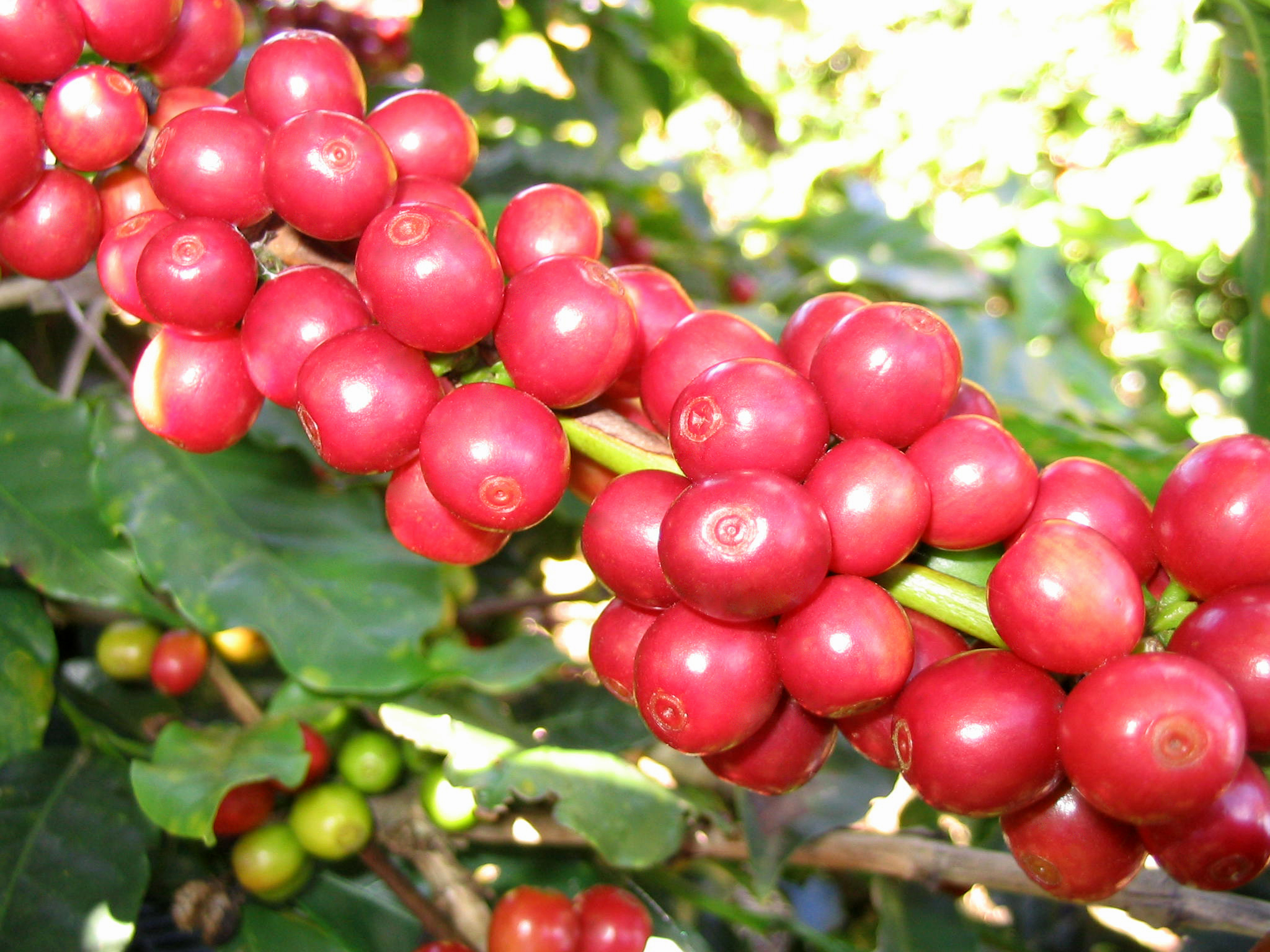
巴西的咖啡果（Arabica）

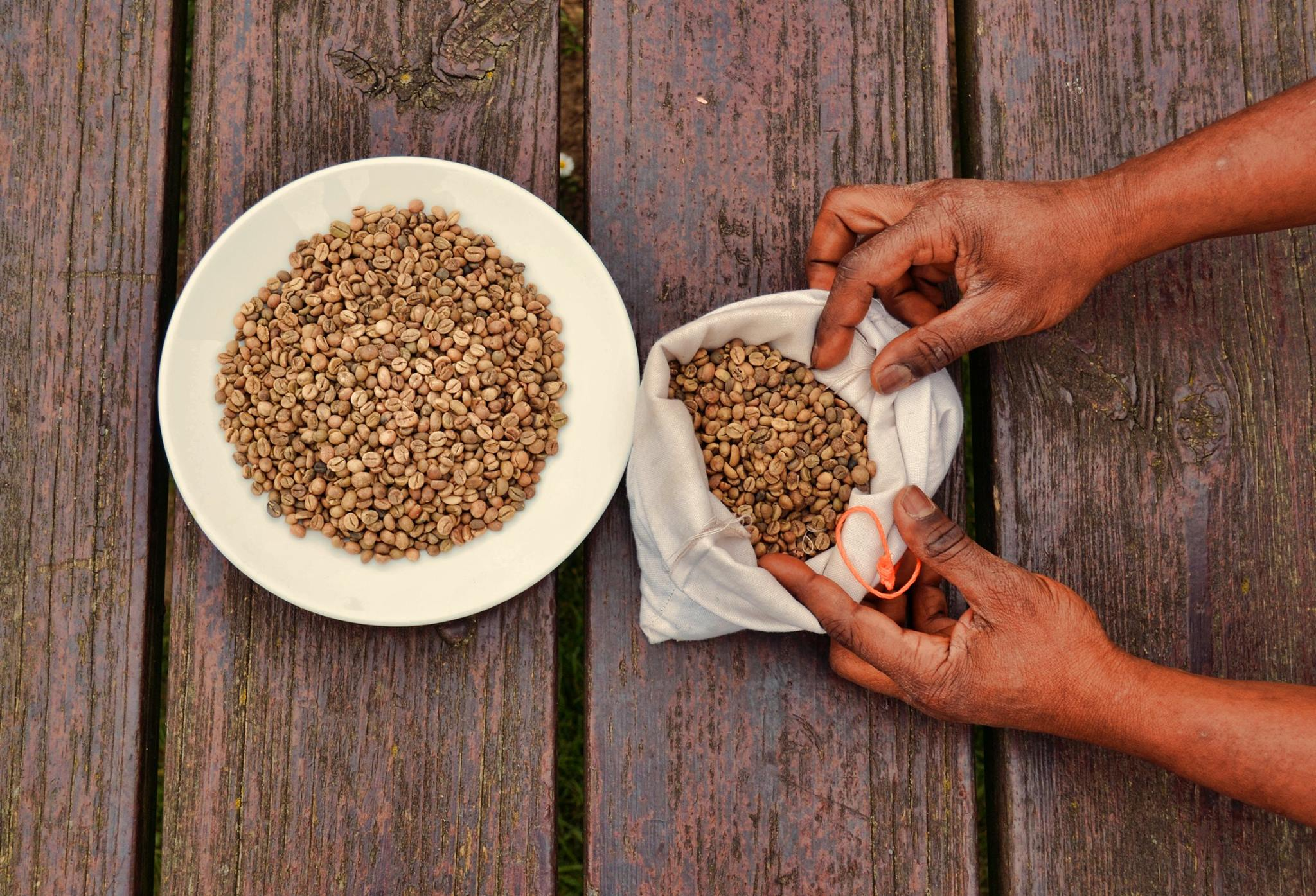
咖啡豆

市面上的咖啡主要為阿拉比卡（Coffea Arabica）與羅布斯塔（Coffea Robusta）還有賴比瑞亞（Coffea Liberica）三個原種。其中阿拉比卡主要用於一般飲用，而羅布斯塔主要用於即溶咖啡。实际上，在近些年来印度也出现了精心护理的罗布斯塔种咖啡，种植于高海拔，施以精心的防虫害，使得罗布斯塔种的咖啡风味也大大改善。

### 產地

#### 拉丁美洲（中南美洲）
- 巴西：（Santos）、巴伊亞（Bahia）、塞拉度（Cerrado）、摩吉安納（Mogiana）
- 墨西哥：科阿特佩（Coatepec），華圖司科（Huatusco），奥里萨瓦（Orizaba）、馬拉戈希皮（Maragogype）、塔潘楚拉（Tapanchula）、維斯特拉（Huixtla）、普盧馬科伊斯特派克（Pluma Coixtepec）、利基丹巴爾（Liquidambar MS）
- 巴拿馬：博克特（Boquete）、博爾坎巴魯咖啡（Cafe Volcan Baru）、瑰夏(Geisha)
- 秘魯：昌查馬約（Chanchamayo）、庫斯科（Cuzco或Cusco）、諾特（Norte）、普諾（Puno）
- 多明尼加共和國：巴拉奧納（Barahona）
- 薩爾瓦多：匹普尔（Pipil）、帕克馬拉（Pacamara）
- 波多黎各：尤科特選（Yauco Selecto）、大拉雷斯尤科咖啡（Grand Lares Yauco）
- 哥倫比亞：阿曼尼亞（Armenia Supremo）、那林诺（Narino）、麥德林（Medellín）
- 瓜地馬拉：安地瓜（Antigua）、韋韋特南戈（Huehuetenango）、阿蒂特蘭湖（Lago Atitlán）、科萬（Cobán）、弗賴哈內斯（Frijanes）、聖馬科斯省（San Marcos）
- 哥斯大黎加：多塔（Dota）、印地（Indio）、塔拉珠（Tarrazu）、三河區（Tres Rios）,拉米尼塔（La Minita）
- 古巴：琥爵（Cubita）、圖尔基諾（Turquino）
- 牙買加：藍山（Blue Mountain）
- 厄瓜多爾：加拉帕戈斯（Galápagos）、希甘特（Gigante）
- 委內瑞拉：蒙蒂貝洛（Montebello）、米拉馬爾（Miramar）、格拉尼哈（Granija）、阿拉格拉尼哈（Ala Granija）
- 尼加拉瓜：西諾特加（Jinotega）、新塞哥維亞（Nuevo Segovia）
- 宏都拉斯：芭芭拉(Santa Barbara)、培瑞索(El Paraiso)、科班(Copan)、巴茲(La Paz)、鞏瑪雅瓜（Comayagua）、歐嵐丘（Olancho）

#### 非洲
- 剛果民主共和國：機無（Kivu）、依圖瑞（Ituri）
- 盧旺達：機無（Kivu）
- 肯亞：錫卡(Thika)
- 烏干達：埃爾貢（Elgon）、布吉蘇（Bugisu）、魯文佐里（Ruwensori）
- 贊比亞：卡薩馬（Kasama）、納孔德（Nakonde）、伊索卡（Isoka）
- 坦桑尼亞：吉力馬札羅（Kilimanjaro）
- 喀麥隆：巴米累克（Bamileke）和巴蒙（Bamoun）
- 布隆迪：恩戈齊（Ngozi）
- 安哥拉：安布里什（Ambriz）、安巴利姆（Amborm）、新里東杜（Novo Redondo）
- 津巴布韋：奇平加（Chipinge）
- 莫桑比克：馬尼卡（Manica）
- 衣索比亞：耶加雪菲（Yirgacheffe）、哈拉（Harrar）、季馬（Djimmah）、西達摩（Sidamo）、拉卡姆蒂（Lekempti）、利姆(Limu)、古吉(GuJi)、罕贝拉（Guji Hambella）

#### 西亞和南亞
- 葉門：（Mocha Sanani）、瑪塔利（Mattari）
- 印度：馬拉巴（Malabar）、卡納塔克（Karnataka）、特利切裡（Tellichery）

#### 東亞、東南亞和太平洋诸岛
- 中国大陆：海南咖啡、雲南咖啡、南坑咖啡、四川咖啡、广东咖啡
- 臺灣：阿里山咖啡、古坑咖啡、舞鶴咖啡、茶亭咖啡、國姓咖啡、東山咖啡、德文咖啡、頭汴坑咖啡
- 越南：鼬鼠咖啡（Weasel Coffee）
- 印尼：爪哇（Java）、曼特寧（Mandheling）、安科拉（Ankola）、麝香貓咖啡（Kopi Luwak）
- 泰國：象山(Doi Chang)、雲峰礦泉咖啡(Doi Chom Mog Mineral Coffee)、麝香貓咖啡 (Chamod Coffee)
- 夏威夷：可那（Kona）
- 東帝汶：Maubbessee

## 製作工序

### 採收
有机械采收和人工采收两种方式，但由于咖啡果實成熟时间不一，所以机械采收会采下相对较多的未熟果实，但人工采收的成本又较高，所以需要抉择以带来最大的利润。

### 加工
咖啡從採收時的濕果到最後咖啡豆完全乾燥(含水量約為9~13%)的過程。因各產區條件不同，各產區都擁有不同的處理方式，概略可分為日曬法、水洗法、蜜處理、半日曬、半水洗。

#### 日曬法
主要為較貧窮地区没有处理设备或是日照充足之產區所使用。
漿果採收後直接在太陽下曝曬，需要经过兩周無雲的日曬條件。蒸发掉含水量的9%後直接脫去果皮、羊皮質並進倉保存。
然而比起水洗，日曬咖啡豆之豐富度更高，但是想達到和水洗咖啡豆相同水平卻必須付出更多的成本。
日曬的好處是咖啡豆能從長時間的暴曬過程中吸收了果肉、果皮的味道令咖啡的甜度、純厚度更飽滿。而壞處是咖啡生豆容易發霉及長蟲，但在夜间将咖啡豆收回会大大降低霉变的几率。

#### 水洗法
在咖啡果實製成咖啡生豆之前都需要兩個步驟，一是將種子以外的水果層去除，在來就是將種子乾燥到合適的含水量，而處理的區別通常是這些動作發生的順序。
而水洗處理法就是在乾燥之前，就已經將咖啡果實去除大部分的水果層，只剩羊皮、銀皮與種子，而這個步驟通傳統上是將咖啡果實放在水中發酵一段時間，然後用水洗掉果皮與果膠，最後進行咖啡的乾燥。
每個處理場的水洗步驟都具有差異，這將會對咖啡帶來各種風味上的影響，不少處理廠也是因為獨有的水洗處理法而在世界上佔有一席之地。

#### 蜜處理
處理方法與傳統濕處理法是相同的，它將咖啡果實厚厚的果皮去除後，保留其下方的黏質狀的果肉層接下來它並不利用發酵來去除黏質果肉層，反之讓它帶著這一層直接曬乾，而後直接去除黏質層及外殼。

#### 半日曬
前兩個步驟和水洗式一樣，水洗刮除外皮和果肉後，用日光使之乾燥，再用去殼機除殘留果肉。

#### 半水洗
做法是將咖啡果實水洗後再用果膠刮除機來刮除外皮與果肉，會有層黏條狀的膠狀物，因有些高海拔地方潲水源限制，就省去再次大量水洗的過程，用日光使至乾燥，再用機器乾燥豆子。
不將咖啡果實放入發酵槽，品質上又比日曬穩定，但少了發酵的過程令酸味更失色。

#### 厌氧发酵
厌氧发酵灵感来源于红酒的酿造工艺，在无氧条件下通过控制pH值，温度和湿度，以确保咖啡豆的品质，而密闭的发酵让芳香物质不易挥发。。

### 烘焙

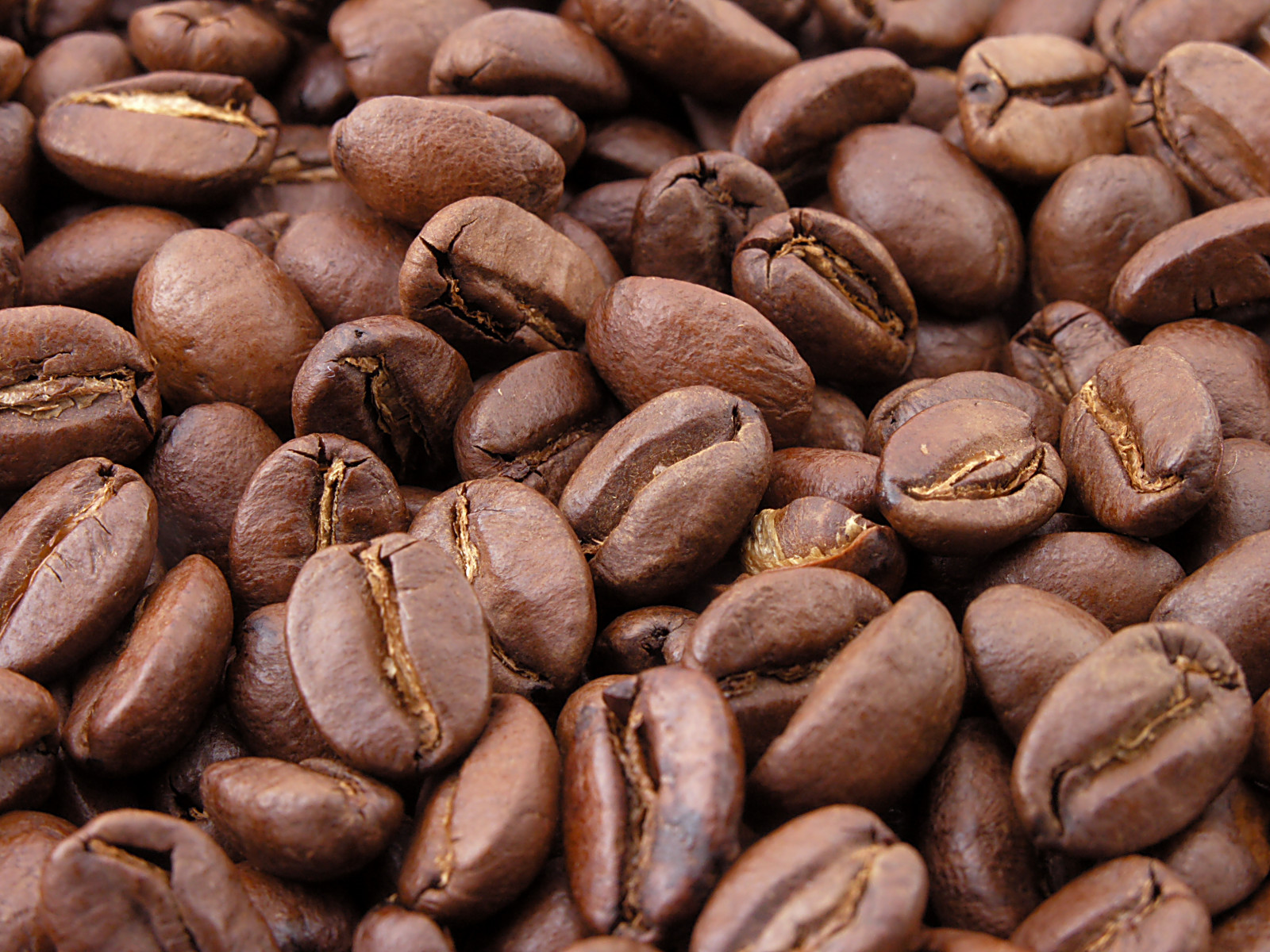
烘烤過的咖啡豆

咖啡生豆在烘焙過程中，水分逐漸釋放，重量減輕，體積卻慢慢膨脹鼓起，而咖啡豆的顏色加深，芬芳的油質逐漸釋放出來，質地也變得爽脆。在生豆中，蘊涵大量的绿原酸，隨著烘焙的過程，绿原酸會逐漸消失，釋放出令人熟悉的水果酸，如醋酸、檸檬酸和葡萄酒中所含的蘋果酸。
- 淺焙：當豆子迸發出第一聲輕響(一爆)，體積同時膨脹，顏色轉變為可口的肉桂色，agtron約為#70~#60。酸性主導了淺焙豆子的風味，適合花果調性的咖啡或是日曬豆。主要風味：檸檬、柑橘、百合花、香水月季、蘋果、藍莓、草莓、芒果、百香果。
- 中焙：是一爆的開始，咖啡豆呈現出優雅的褐色，agtron約為#60~50。中焙能保存咖啡豆的原味，又可適度釋放芳香，因此牙買加的藍山、哥倫比亞、巴西等單品咖啡，多選擇這種烘焙方法。主要風味：榛果、焦糖、杏桃、烤花生、烤吐司。
- 深焙：咖啡豆的顏色越深，風味也更甘甜香醇，缺點是會犧牲掉香酸以及不耐培的香氣。agtron約為#50~40。苏门答腊曼特宁是少数适合深烘的单品咖啡豆，能使其中的风味更加突出。主要風味：樹木油脂、煙燻味、煙味、可可、丁香。苦盡回甘，餘味無窮，最適合醞釀強勁的義大利特濃咖啡，所以又稱為義式烘焙法。星巴克多采用这种烘焙以保持风味统一，但也牺牲了很多咖啡豆的本味。

- 覆次烘焙：為改善單次烘焙時所產生的中心胚芽碳化的全新烘焙方法。优点是可减少焦碳食物和咖啡因摄入量，咖啡粉末则不再是黑褐色，冷却的咖啡不再具有酸度；缺點是烘焙時間增加令成本增加。

### 沖煮方式

#### 磨製

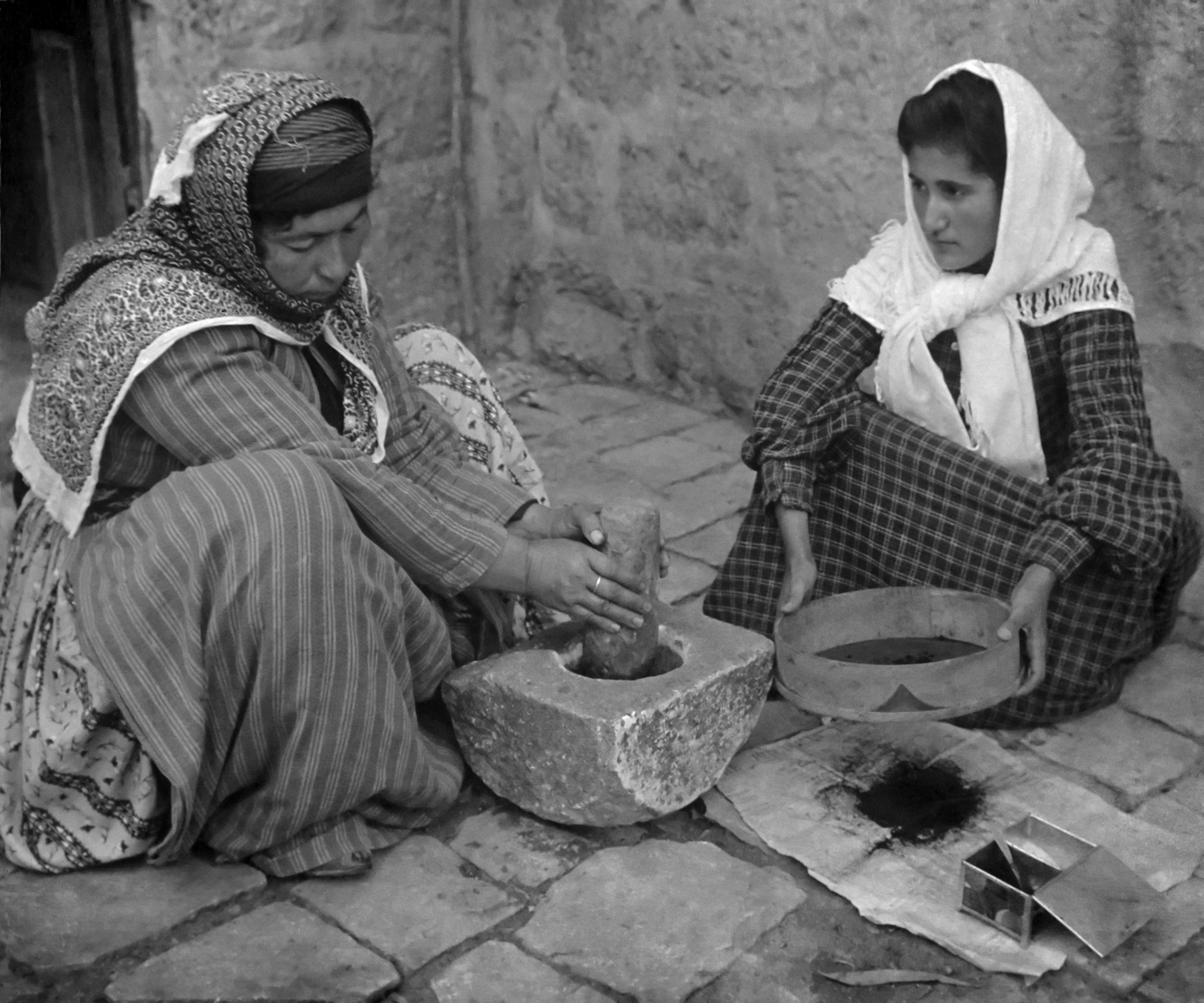
1905年巴勒斯坦採用「臼磨」方式製作咖啡

咖啡末的好壞對接下來的烹製過程有非常重要的影響。磨製方式也要和烹製方法匹配，這是能從咖啡豆中提煉出最佳風味的關鍵一點。咖啡末與熱水接觸時間長的烹製方法需要粗一點的顆粒。如果咖啡末相對於烹製方法過細的話，製出的咖啡會有太苦、硬澀、「煮過了頭」的味道。當然在另一個極端，咖啡末過粗會使成品淡而無味。
因為粉末與空氣的接觸面積大，因此磨好的咖啡末容易氧化降解。隨著人們飲用咖啡的品味的提高，越來越多的人傾向於在家裡磨咖啡豆，現磨現煮。現在專門用來磨咖啡的家用電器很多。
咖啡豆的磨製有三類方法：「研磨」、「打磨」和「臼磨」。
- 研磨：是將烘焙好的豆子研磨成粉的過程，主要分為手磨[42]和電磨[43]兩種，用陶瓷或金屬磨盤給予的壓力使之破碎成粉。而粉的粗細稱之研磨度。由兩個轉動的部件擠壓和粉碎咖啡豆。研磨部件可以是圓盤形或圓錐形。錐式機械的噪音要小一些，阻塞的幾率也要小一些。研磨的方法產出的咖啡末比較均勻，在烹製的時候出味也比較一致。錐形磨盤的設計降低了所需要的轉速，一般低於每分鐘五百轉。研磨的速度越慢，摩擦產生的熱量越少，因而咖啡的香氣不易流失。通過調節研磨的參數，錐式研磨機可以勝任各種不同的咖啡的製備。好一點的機器可以磨製土耳其咖啡所需的超細粉末。盤式研磨機一般轉速要高一些，產生熱量多一些；但它們功能廣泛、經濟實用，可以勝任多數家用咖啡的製備。
  - 意式研磨：为研磨中最细的一种研磨，常常需要专门的研磨机研磨，使用手磨研磨将十分费力费时。
  - 细研磨：通常为手磨的最细度研磨，接近于细沙的粗细度。
  - 中细研磨：介于中度研磨与细研磨之间，白砂糖粗细，通常为手冲常用的研磨度。
  - 中研磨：比白砂糖略粗，直径在2mm以内。
  - 粗研磨：大于2mm的研磨，在实际的冲煮过程中很少用到。
- 打磨：多數現代機器實際上是在每分鐘兩萬到三萬轉的高速下把咖啡豆切成碎末（有的人乾脆用打漿機）。這類刀片式打磨機的耗件壽命要長一些；但是打磨中積聚熱量、製成的咖啡碎末大小不均，難以提炼出優質的飲品。這類打磨機理論上只能用於滴漏式咖啡壺。它們產生的塵粉會堵塞濃縮咖啡和French press機器中的濾網。
- 臼磨：如果找不到好的研磨設備的話，您能做的只有使用一支搗杵和一座臼缽，「玉兔搗藥」式的慢慢享受勞動的樂趣了。这种研磨方式容易粗细不匀，影响萃取效果。

#### 萃取
所有的咖啡都是由磨好的咖啡末和熱水製出的；咖啡萃取結束後咖啡末应被清理。所需咖啡末的粗細程度與選用的萃取方法有關。適當的水溫至關重要。水溫的選擇和使萃取器具、咖啡豆種、咖啡豆烘焙程度有關，水溫過低，咖啡豆中的風味不能充分提取出來，且容易出现令人厌恶的酸味；水溫過高，萃取過度，口味惡化而常常偏苦。如果水經過咖啡末只一次，成品中將主要包含咖啡因在内的易溶物質。如果水循環多次經過咖啡末（像常見的循環濾機一樣），咖啡豆中那些不怎麼易溶的物質也會進入成品，導致味道偏苦；這種方法因而不被發燒友看好。西方國家中常見的咖啡末與水的比例是（1:10－1:20）15－30克咖啡末（1到2湯匙）：300毫升水（六盎司）。請注意根據咖啡末的粗細程度作適當調整。持續加熱會破壞沏好的咖啡的風味，降解在室溫下也可能發生。因此對沏好的咖啡進行保溫常常成為敗筆。然而在絕氧的環境中，咖啡可以在室溫下長期保存。所以商店的貨架上可以見到密封包裝的咖啡。
現在許多電動咖啡壺的自動化程度很高，有的甚至包括研磨咖啡豆的功能。
根據水和咖啡末的接觸方式，咖啡的烹製歸類為六種：「浸泡法」、「煎煮法」、「循環法」、「滴濾法」、「虹吸法」、「加壓法」。

##### 浸泡法

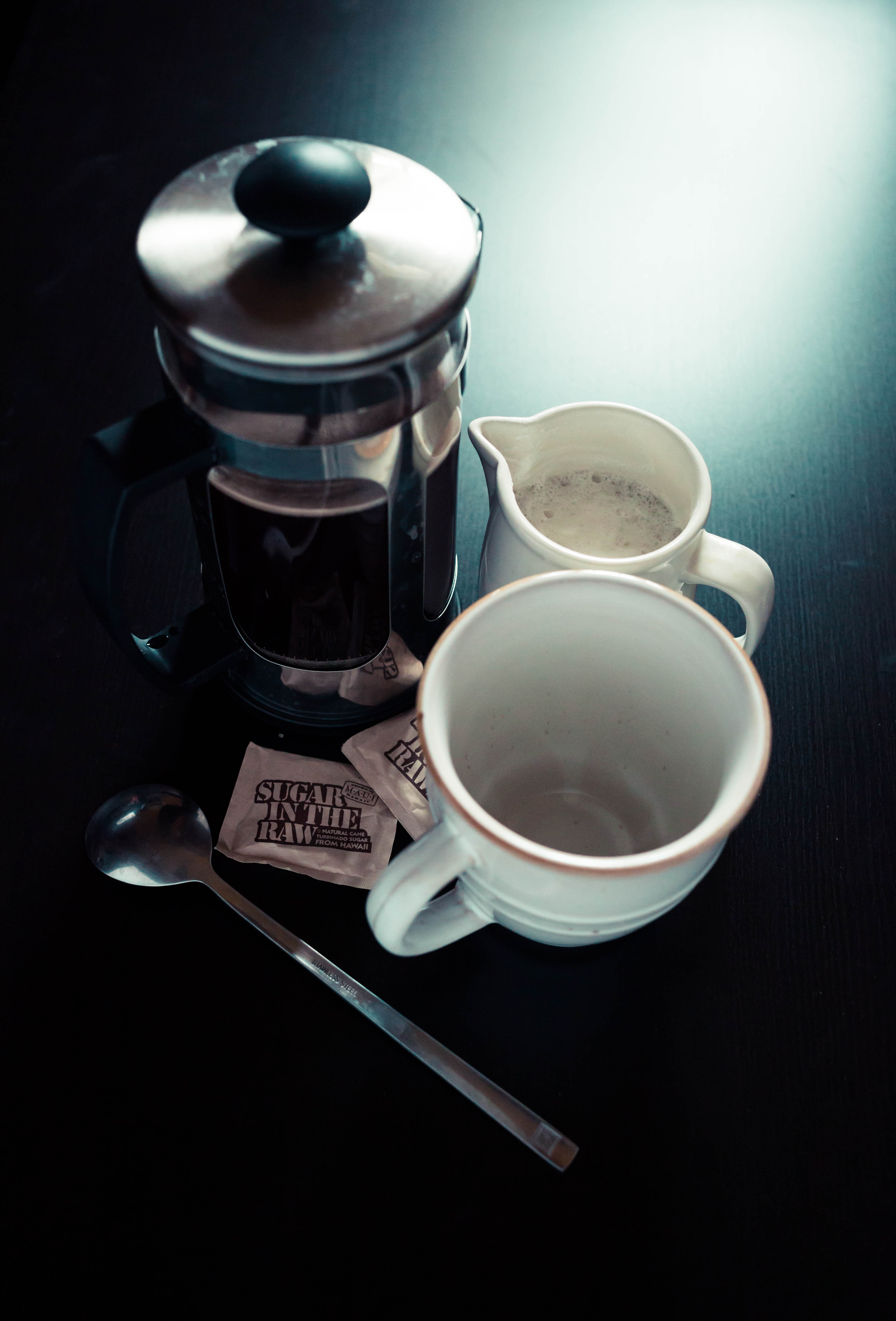
法式壓濾機

- 法式壓濾機（French press）是一個高瘦的玻璃圓筒，配一個帶濾器的活塞。熱水和咖啡末在圓筒中泡上四到七分鐘，然後由活塞濾器把咖啡末壓到底部，上層的咖啡便可以倒出飲用。這種「完全浸入法」被很多專家認為是泡製咖啡的理想的家用方法。
- 冷泡咖啡：将研磨后的咖啡豆置于纱布内放入盛有冰水的玻璃瓶中，静止一夜即可。用冷水浸泡出的咖啡，比起一般的咖啡更加醇厚、但也有更多的咖啡因。冷泡咖啡製造原理很簡單，就是經過較長的時間用冷水萃取出咖啡粉，可以使用单一产地的咖啡豆并使研磨度介于意式与手冲之间。[46]

##### 煎煮法
土耳其咖啡是一個早期的方法，仍在中東、北非、東非、土耳其、希臘和巴爾幹地區使用。超細的咖啡末加水在小口容器中煮開，一般加糖和荳蔻調味。盛在杯子裡的濃咖啡上有泡沫，下有一層淤積的粉末。
「牛仔咖啡」是把咖啡末加水直接在鍋裡煮開了飲用。這個名字暗示一個在簡陋條件下的權宜之計；然而有人偏好此道。在咖啡人均消費最高的芬蘭和瑞典，這是他們傳統的烹製方法。

##### 循環法
用過濾式或蒸氣方式沖泡咖啡時，咖啡粉與沸水之間的接觸只有一次，但以過濾循環式咖啡壺沖泡咖啡時，沸水可以數次循環的接觸咖啡粉，而表現出較香濃的咖啡味。使用過濾循環式咖啡壺時，先在壺中放置金屬濾杯，接著將開水注於壺中，再把咖啡粉倒入過濾杯內，於壺的下端加熱，當壺中的開水沸騰後便會通過唯一出口的金屬管上升，由於上端有蓋子蓋住，因此過濾杯中的咖啡液會下降而循環沖泡。

##### 滴濾法

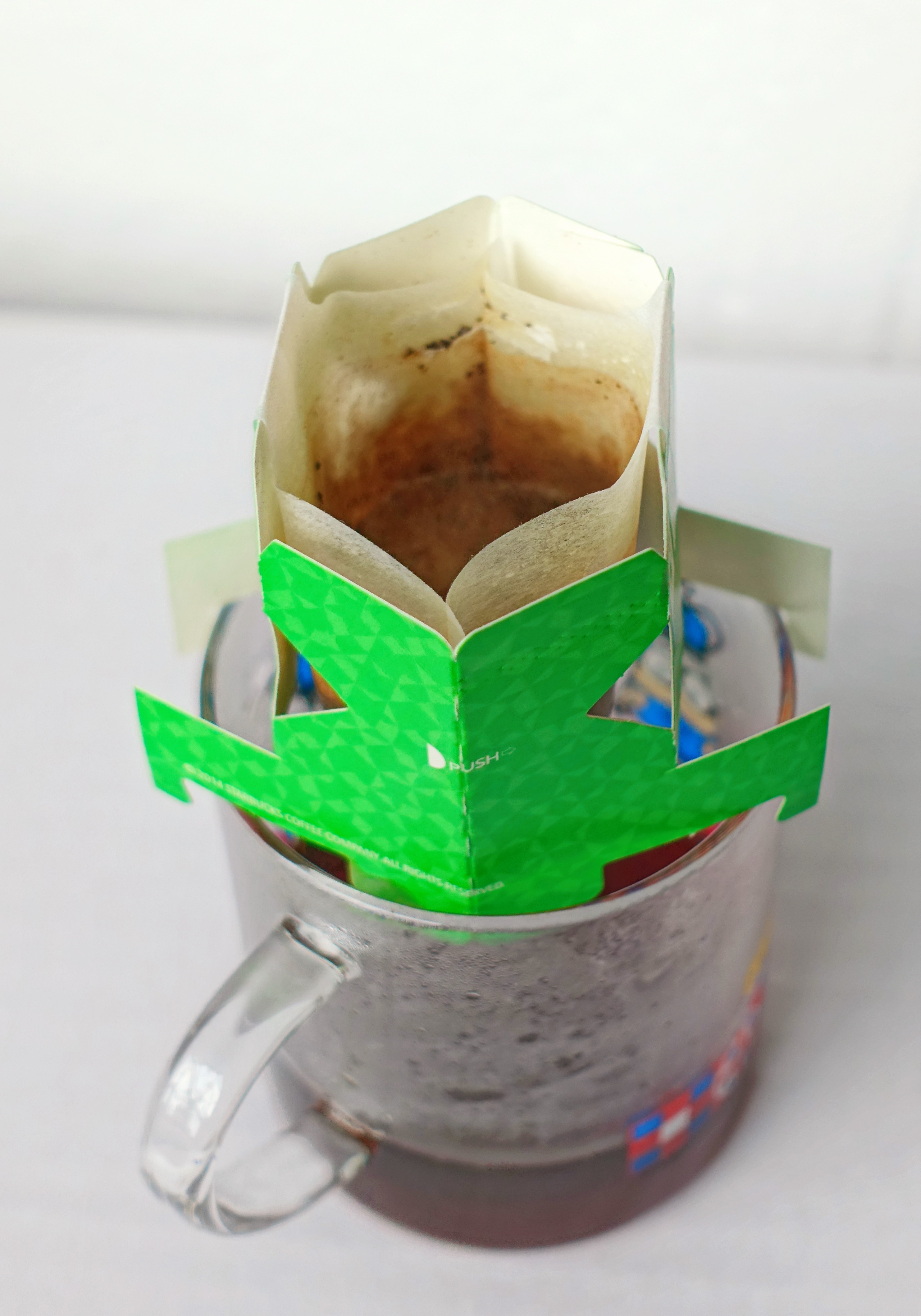
星巴克掛耳式滴濾咖啡

又称手冲咖啡。將咖啡粉置於一可透水容器內，並放上濾紙以防止粉末滴入萃取好的咖啡液。水與咖啡粉接觸的機會只有一次。其萃取重點在於沖泡的手法、濾紙的形式、咖啡豆研磨的粗細、上壺的形狀以及水溫。

##### 虹吸法

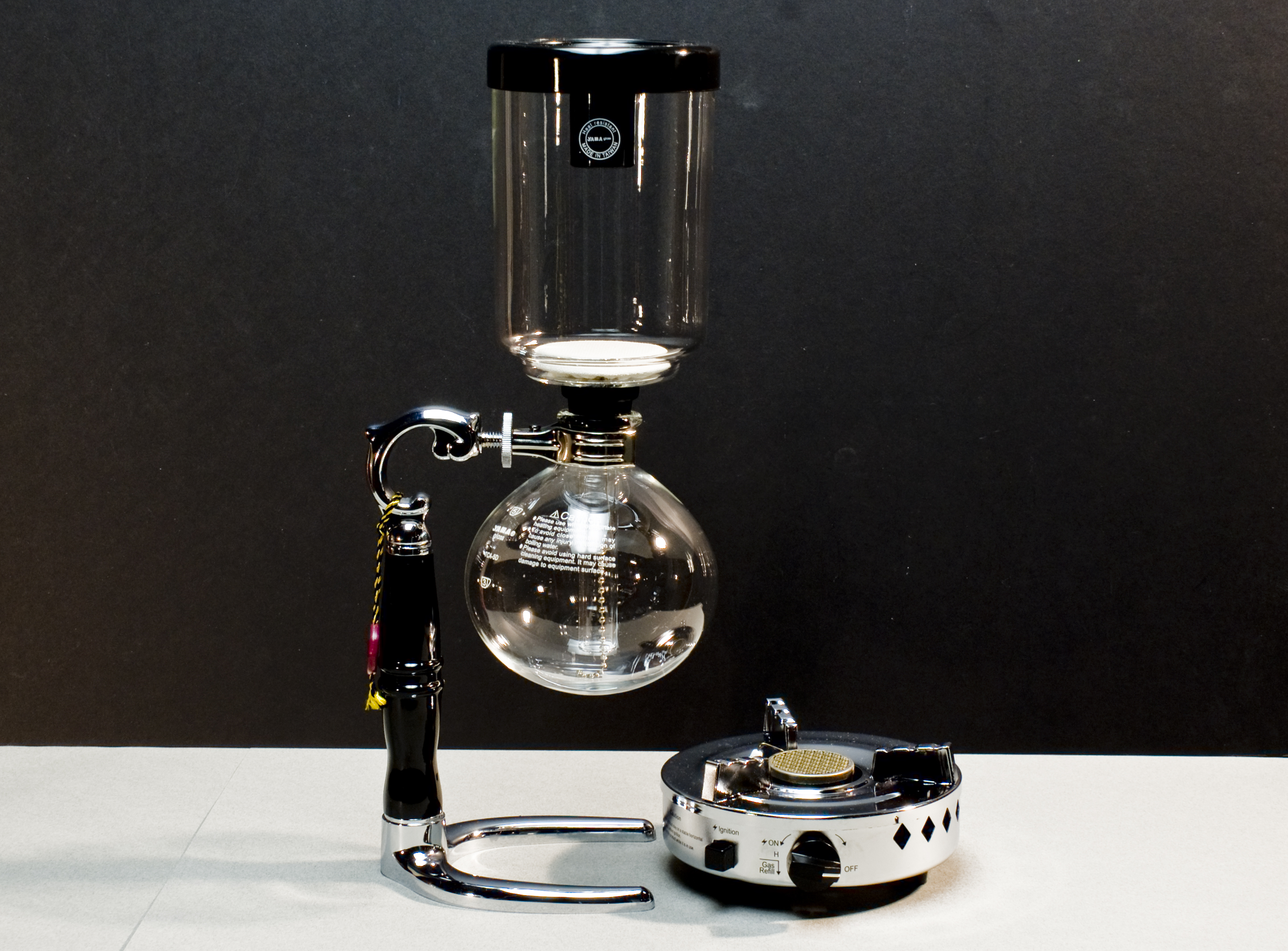
虹吸咖啡壺

其原理類似浸泡法，但差別在於萃取過程中仍有熱源。
其器具需可上下壺對流並密閉。加熱時產生蒸氣壓並把下壺的水推往上壺，而在過程中,下壺需持續受熱以維持蒸氣壓，等萃取結束後停止受熱，當下壺蒸氣還原為液態時，就會將上壺的咖啡液吸回下壺。

##### 壓力法
浓缩咖啡是由80～96攝氏度的熱水以8～9個大氣壓的力道通過壓實的咖啡粉餅製成，時間約為20~30秒，通常一杯份只有30毫升。它是常見咖啡中最浓的之一，帶有獨特的香氣和一抹油脂（pamsteam koirl）浮在表層。它可以單獨飲用；也可以進一步製成多種其他飲品，義式咖啡的主要基底。由於沖煮快速，不少咖啡店或是調味咖啡都採用此法。

#### 與不同水種類配搭
沖煮咖啡的水種纇不同，味道會有所不同。
- 軟水：如日本的自來水，尢其是礦泉水大多是礦物質含量較低的軟水。由於礦物質成份較少，所以對咖啡的成份影響不大。軟水能夠引出咖啡豆本身的香氣和味道。[48]
- 中硬水：含有適量的鈣質成份，介於軟水和硬水之間的水。從試飲的過程中和軟水相比較之下，欠缺買滑感。但酸度和苦味適中，刺激感也降底到一定程度，可說是各方面都較為平衡的味道。
- 硬水：產於歐洲等地的歐美礦泉水，大多都是硬水。水中含有與咖啡苦味較強，口感刺激，适合用于提神。[48]

## 咖啡飲料
咖啡可以不加任何調味品直接飲用，稱為黑咖啡。而不同地區和民族之間的口味偏好，令咖啡沖泡方式以及調味品的使用多種多樣，通常熱咖啡添加砂糖、牛奶、奶油、奶精等調味，冷飲咖啡則有更多選擇，如酒、薄荷、丁香、檸檬汁等。而不同沖泡和調味方式亦產生出了許多咖啡品類：
- 土耳其咖啡（土耳其語：Türk kahvesi）：是种具有古老历史的咖啡饮品和冲泡方式，而土耳其以外的中东国家以及东南欧皆有流行过此种冲泡方式。[49][50]土耳其咖啡冲泡好后未经过滤即可直接饮用[51]，土耳其传统上会将土耳其咖啡倒入小瓷杯中慢慢啜饮[52]，而处于悬浊状的咖啡残留有少量咖啡渣亦成为土耳其咖啡独特风味与口感的来源[51]。冲泡土耳其咖啡的方法为将咖啡豆研磨成粉末后装入土耳其壶中，倒入热水并与咖啡粉搅拌均匀，再加人豆蔻粉充分搅拌，对土耳其壶加热并充分搅拌。咖啡煮至冒泡后停止加热，待泡沫消失，此时可短暂重复加热2次；[51]或是将三分之一的咖啡先倒入到各个杯子中，壶中剩余的咖啡则再度加热，直到沸腾后倒入之前的杯子里。[52][53]
- 浓缩咖啡（英語：Espresso）是一種通過迫使接近沸騰的高壓水流通過咖啡粉製作而成的咖啡，拿鐵咖啡和卡布奇諾、瑪琪雅朵等皆是以濃縮咖啡為基本製成的。[54]
- 拿鐵咖啡（義大利語：Caffè latte，其中意为牛奶）：拿鐵咖啡是由濃縮咖啡和熱牛奶以1:2的比例沖泡，並加入些許奶泡[注释 1]製成的。[54]也可依需求加上兩份濃縮咖啡，義大利语稱之為。
- 卡布奇诺（義大利語：Cappuccino）：卡布奇诺是一种義大利咖啡，是由在浓缩咖啡上倒入奶泡[注释 1]制成[54]，由于咖啡的颜色就像方濟嘉布遣會[注释 2]修士深褐色外衣上覆的头巾一样，卡布奇诺也因此得名。其與拿鐵咖啡類似，區別僅是卡布奇諾在咖啡、牛奶、奶泡的比例為1:1:1。卡布奇诺咖啡奶泡多，而拿铁咖啡的奶泡少。口味上卡布奇诺咖啡的咖啡味重，而拿铁较为清淡一些，这是因为拿铁的牛奶更多。
- 摩卡咖啡（法語：Café Mocha，音译：「摩卡奇诺」）：通常是由三分之一的意式浓缩咖啡和三分之二的奶泡配成，并加入少量巧克力糖浆或速溶巧克力粉。[54]拉夫咖啡 (俄语：Раф-кофе；)是在單杯濃縮咖啡中添加帶有少量泡沫（0.5 厘米）的鮮奶油而製成的咖啡。 通常與香草糖一起喝用但通常使用糖漿代替香草糖
- 瑪琪雅朵咖啡（義大利語：Macchiato，意為：「印记、烙印」）：在冲泡好的浓缩咖啡上加入鮮奶並倒入一層較薄的奶泡[注释 1]的意大利咖啡。
  - 焦糖瑪琪雅朵（英語：[注释 3]）：是一种在浓缩咖啡加入热牛奶和香草，最后淋上焦糖制成的玛琪雅朵咖啡。
- 歐蕾咖啡（法語：Cafe au lait）：是一种咖啡和牛奶的比例为1:1的牛奶咖啡，在冲泡时，需要牛奶壶和咖啡壶从两旁同时注入到咖啡杯。在星巴克则被称为，以1:1比例的法式压滤咖啡搭配奶泡而成。[55][56]
- 美式咖啡（義大利語：Caffè Americano，意大利语和西班牙语意为：美国[57]）：是一种浓缩咖啡以1:5比例[58]加入热水稀释制成的咖啡饮料[59]冲泡美式咖啡亦可使用意式咖啡机萃取浓缩咖啡，而在咖啡萃取完成后，继续使用咖啡机向浓缩咖啡加入热水稀释到合适比例即可。[58]其浓度随浓缩咖啡的冲泡次数和添加的水量而变化，美式咖啡具有濃縮咖啡风味但却更为柔和[58]。
- 长黑咖啡（英語：long black）：是澳大利亚和新西兰常见的一种咖啡，是将双份浓缩咖啡倒入热水中制成的，其恰好与美式咖啡截然相反。[60][61]长黑咖啡通常使用约100–120毫升的水，但水量可根据个人口味灵活调整。[62][63]
- 维也纳咖啡（Viennese）：其制作方式为将糖或粗砂糖放入杯内再倒入热咖啡，杯上挤入鲜奶油以及巧克力膏，最终撒上彩色糖粒装饰即可。[64]此种制法可追溯至1683年，当时乌克兰裔波兰军官耶日·弗朗西泽克·库奇茨基（英语：Jerzy Franciszek Kulczycki）开设了奥地利首家咖啡馆并在维也纳开业，其普及了在咖啡中加糖和牛奶的制作和饮用方式。[65][66]而维也纳咖啡传说是由奥地利马车夫爱因·舒伯纳发明。
- 愛爾蘭咖啡（英語：Irish Coffee）：在咖啡中加入威士忌後在其頂部放上鮮奶油。而加入威士忌的爱尔兰咖啡能将咖啡的酸甜味衬托出来。
- 调味咖啡（英語：flavored-coffee）：依據口味的不同在咖啡中加入巧克力、糖漿、果汁、肉桂、肉荳蔻、橘子花等不同调味料。
- 康宝蓝（Con Panna）：康宝蓝是一种在義大利浓缩咖啡上倒入适量鮮奶油的咖啡，并用玻璃咖啡杯盛装，由于鲜奶油具有甜味因此通常无需加糖。[64]
- 白咖啡（英語：white coffee，又称：怡保白咖啡(英語：Ipoh white coffee)）：起源于馬來西亞怡保，其使用經過人造黃油烘培的咖啡豆，沖泡好后加入甜炼乳的饮品。[67]19世纪和20世纪初英国锡矿公司在怡保设立锡矿，而中国移民则在怡保锡矿工作，白咖啡是19世纪中后期移民马来亚的海南人出于华人不习惯咖啡味道而发明。[68]从本质上是一种拿铁咖啡。在美国，白咖啡也指轻度烘培的咖啡豆，使用意式冲煮，具有较强酸味的咖啡。
- 越南咖啡（英語：Vietnamese Coffee）：是一種滴漏咖啡，衝泡時先在盛裝咖啡的杯子中倒入煉乳，將滴漏壶置於盛裝的杯上，並向滴漏壶加入咖啡粉，再以壓板壓住咖啡粉，倒入熱水後等待滴漏。越南常用的咖啡豆品种为罗布斯塔（Robusta）[69]，因其带有较重的酸味与苦味以及烘焙时间较长，使得风味较重，因此需要加入煉乳飲用。
- 印度滴漏咖啡（英語：Indian filter coffee）：其通常是阿拉比卡咖啡[70]或咖啡公豆制作的；咖啡豆经过深度烘焙、研磨并与菊苣混合，咖啡占混合物的80-90%，其余的为菊苣。菊苣的轻微苦味有助于产生印度滴漏咖啡的风味，传统上使用粗糖或蜂蜜作为甜味剂，但自1900年代中期改为白糖。[71]
- 皇家咖啡（法語：Café royal）：据说是拿破仑在俄法战争时，因遭遇俄国酷寒的冬天，于是命令下属在咖啡里倒入白兰地取暖而发明。[72][需要更多来源]其製作方式為，在預熱好的咖啡杯中倒入熱咖啡，將咖啡匙架在杯緣上，在咖啡匙上放置方糖後淋上白蘭地並點火燃燒，火焰熄滅後將咖啡匙放入咖啡攪拌至方糖溶解即可飲用。[73][74]
- 黑咖啡（英語：black coffee）[注释 4]：是使用滴滤法、渗滤法、虹吸法或加法冲泡的咖啡，在飲用时不添加牛奶、糖等调味品。速溶咖啡是不屬於黑咖啡的範圍的。
- 希臘法拉沛咖啡（Frappé coffee）：通常由即溶咖啡、糖和牛奶制成的冰咖啡[75]，咖啡中也会倒入奶泡[注释 1]；其口感微甜凉爽，适宜在夏季饮用。
- 阿芙佳朵（義大利語：Affogato，另译：阿法奇朵）：是种近乎甜点的冰咖啡，由冰淇淋上加入義大利浓缩咖啡制成。[76]会加入焦糖来增加甜味和促进口感，或加入巧克力酱、可可粉、肉桂粉等。

### 图集

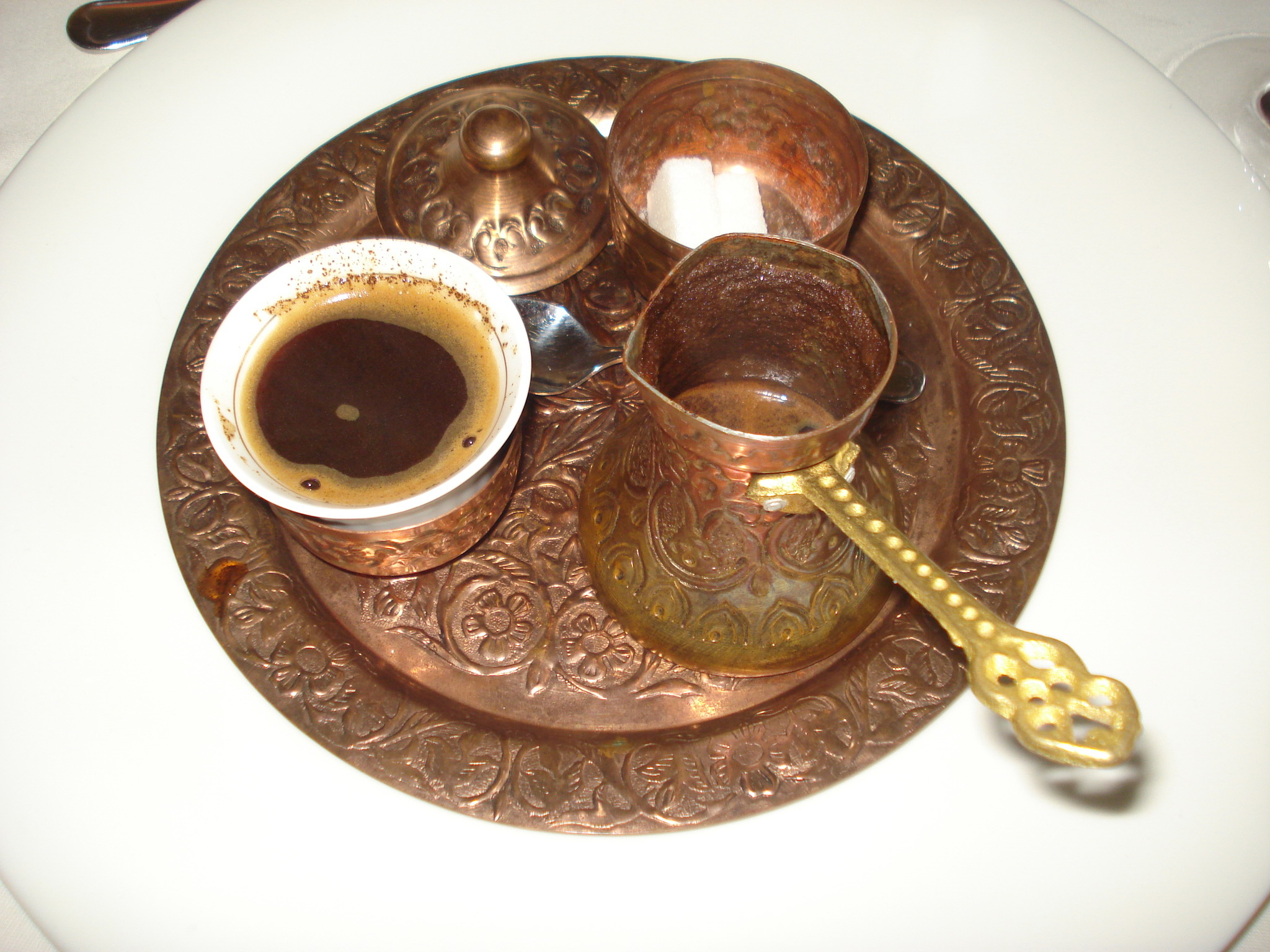
土耳其咖啡
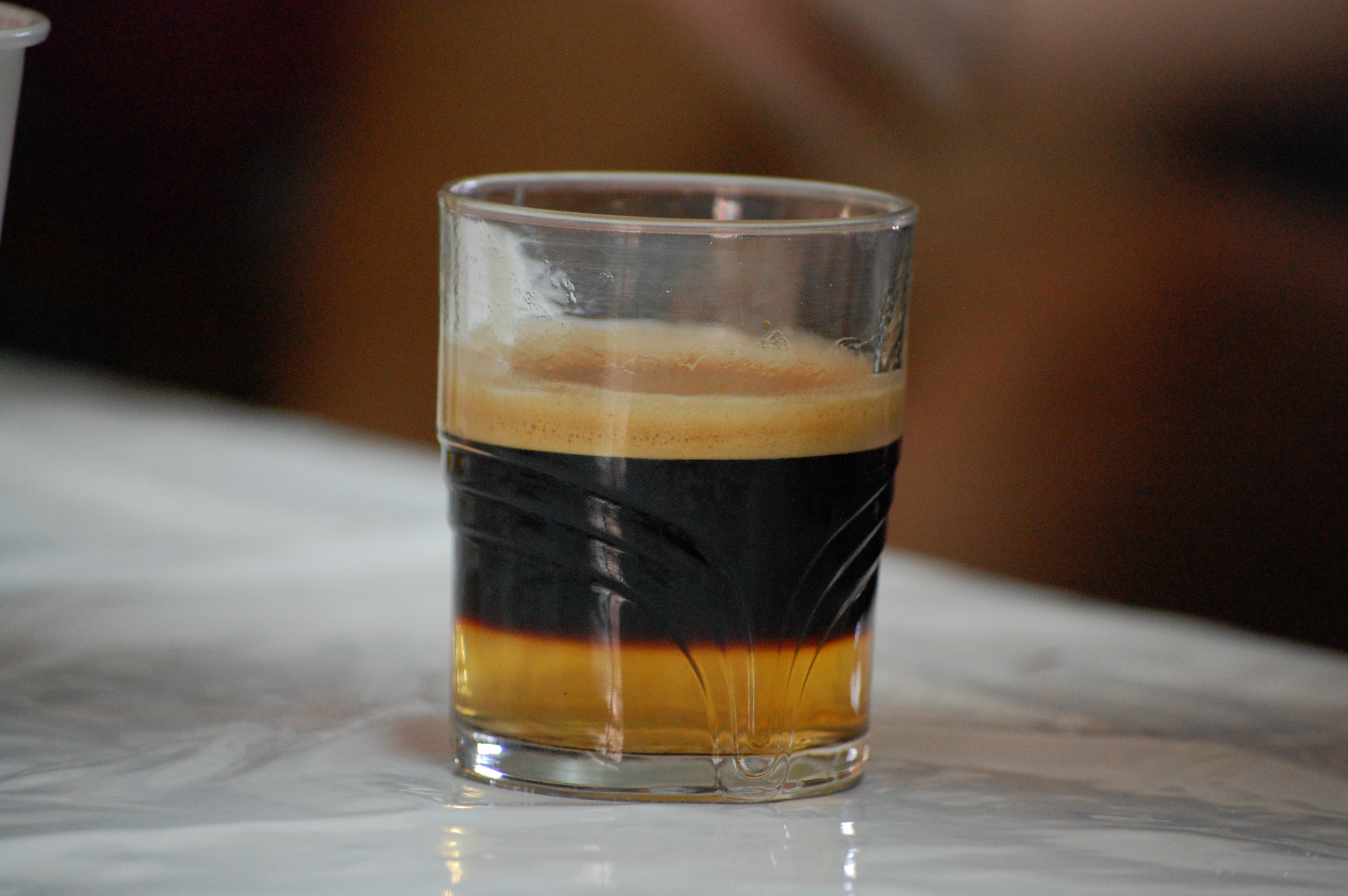
意式浓缩咖啡
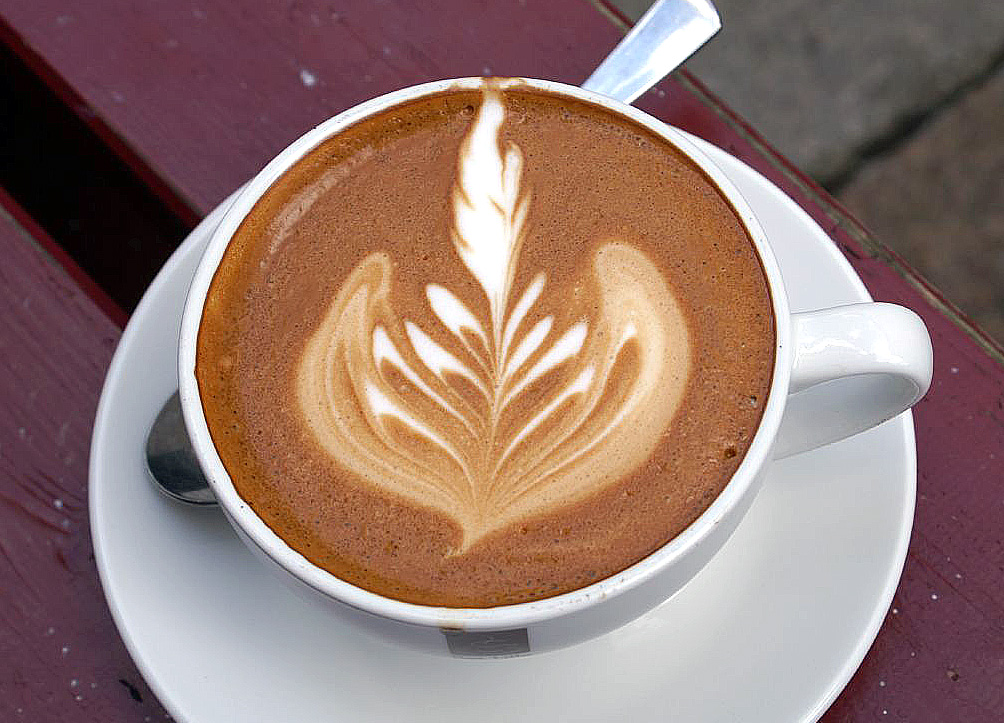
拿鐵咖啡
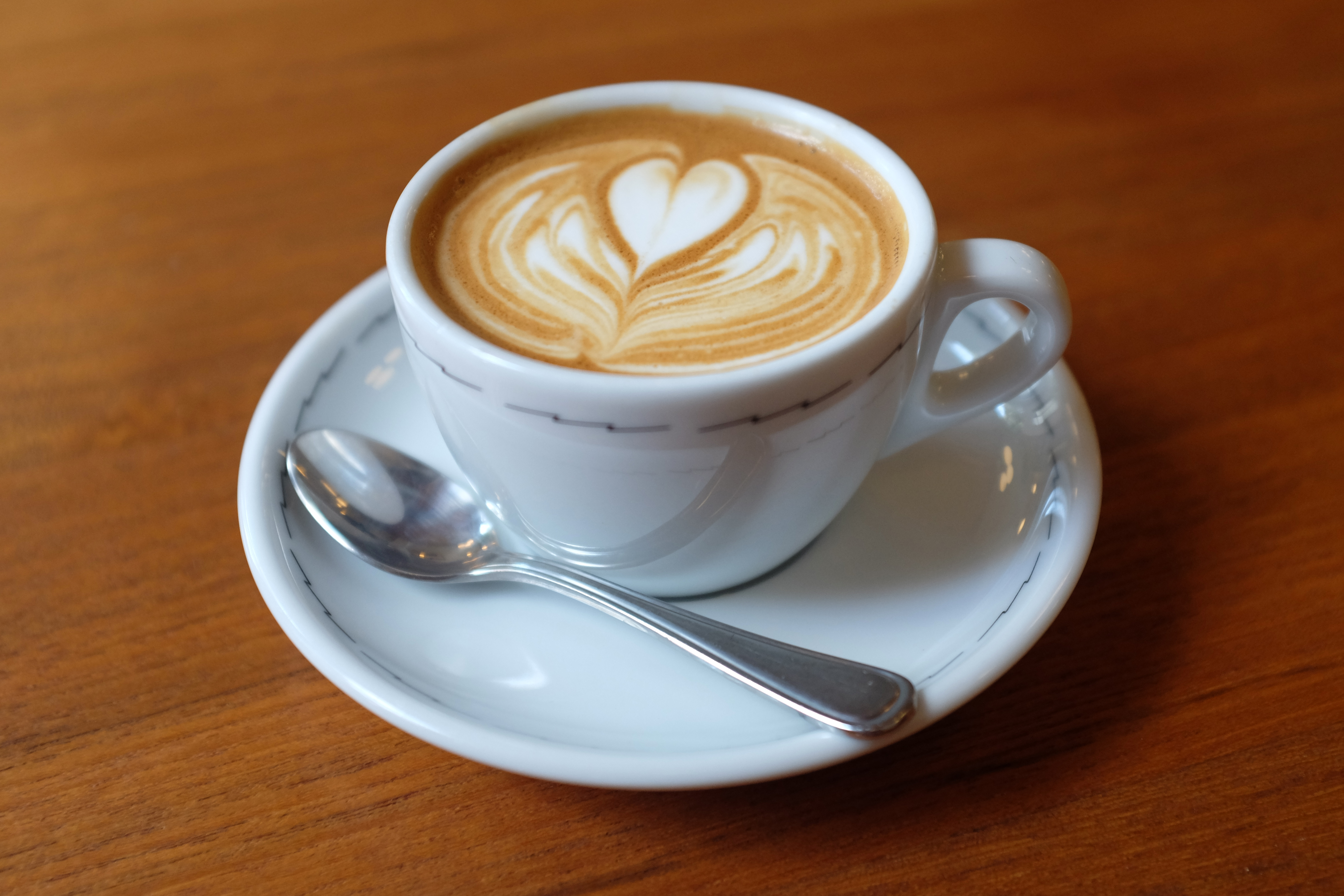
卡布奇诺
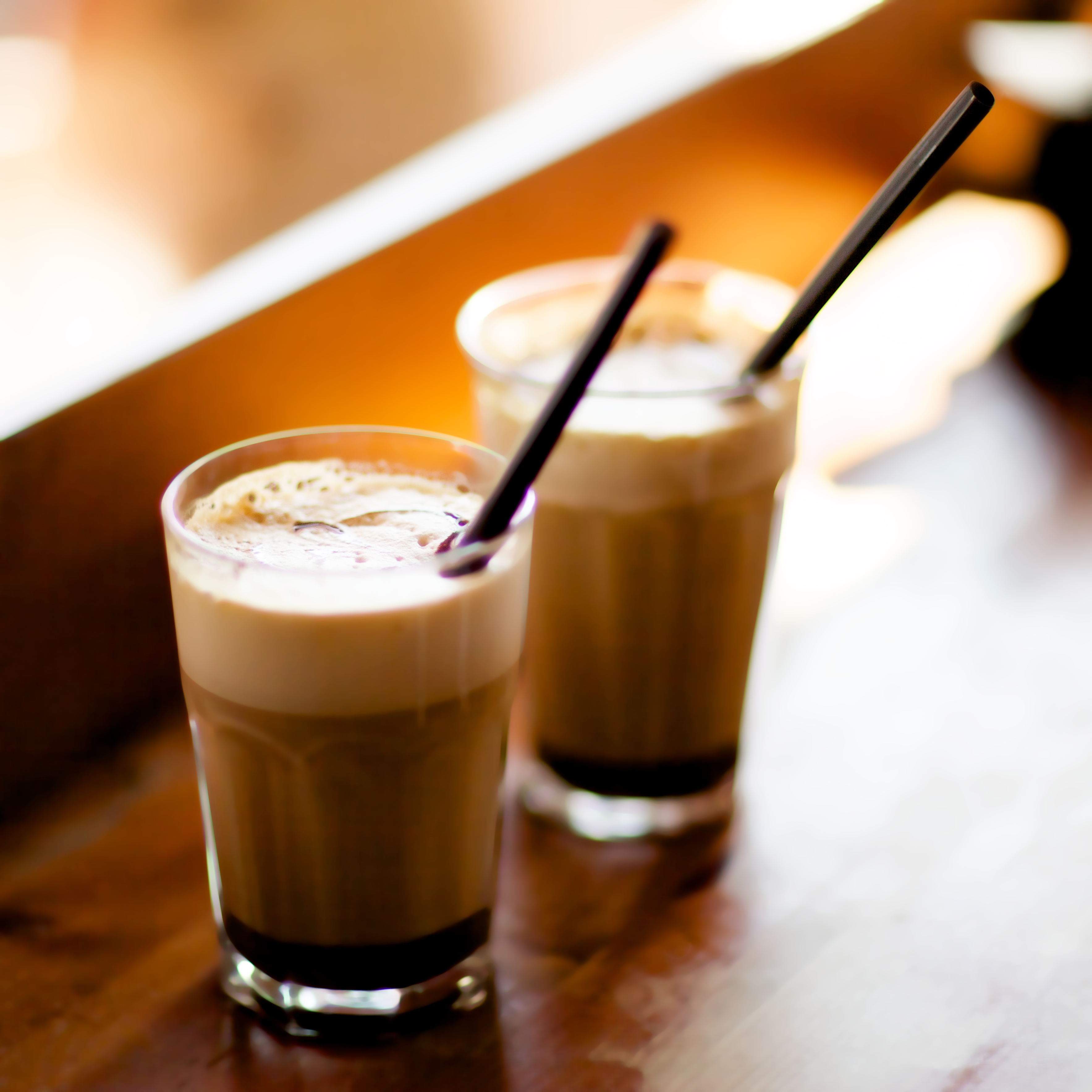
摩卡咖啡
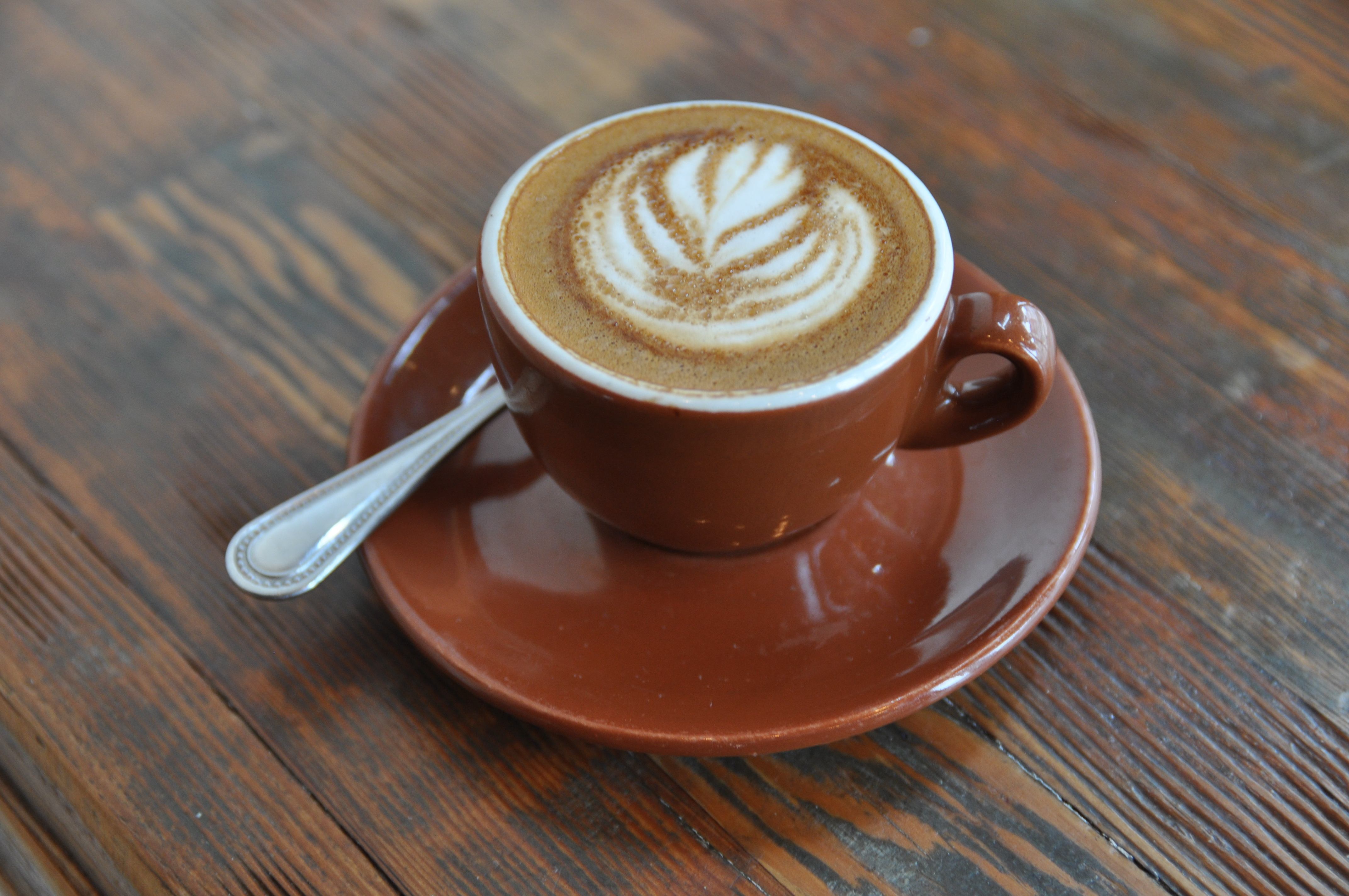
玛琪雅朵咖啡
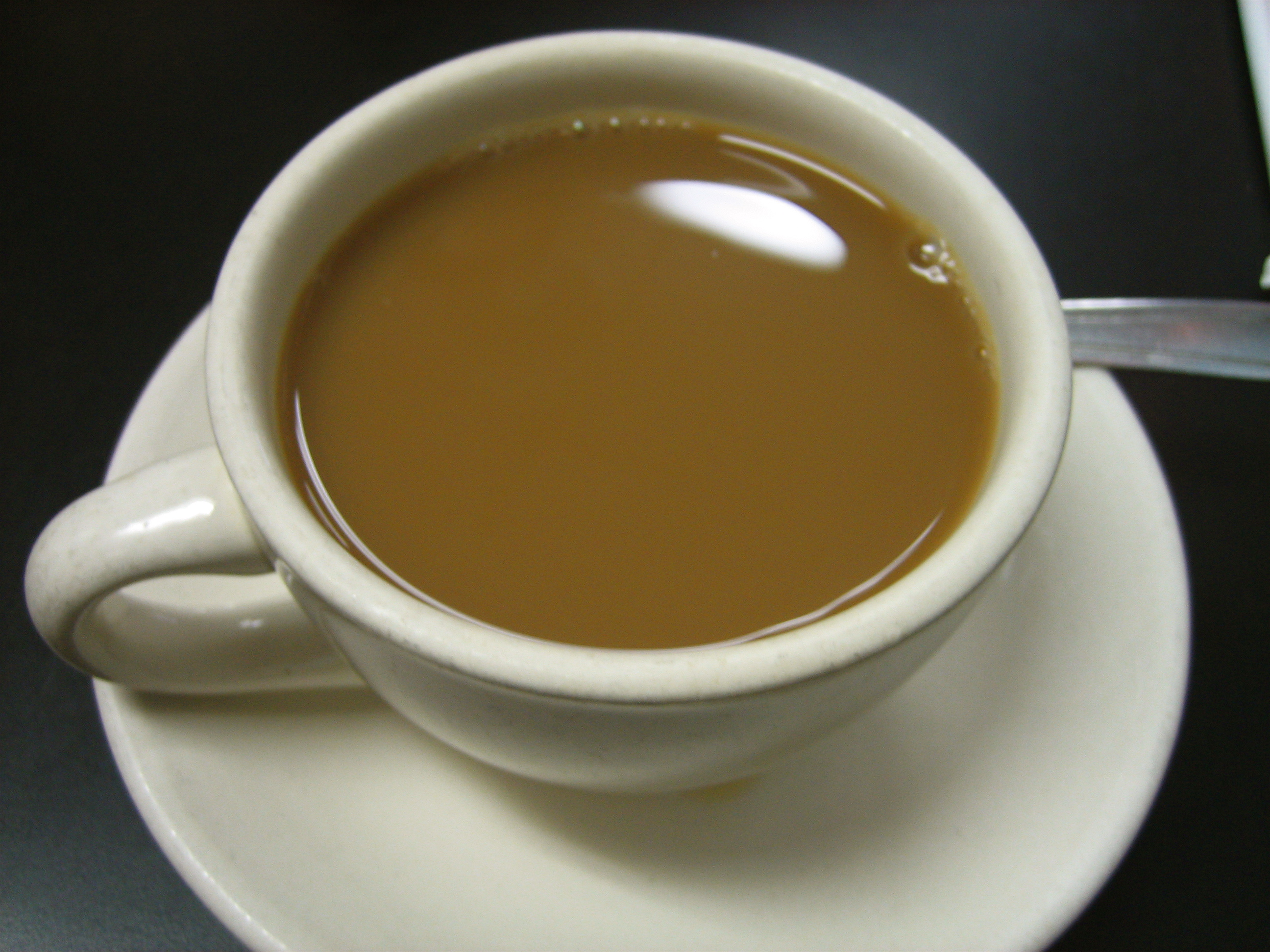
歐蕾咖啡
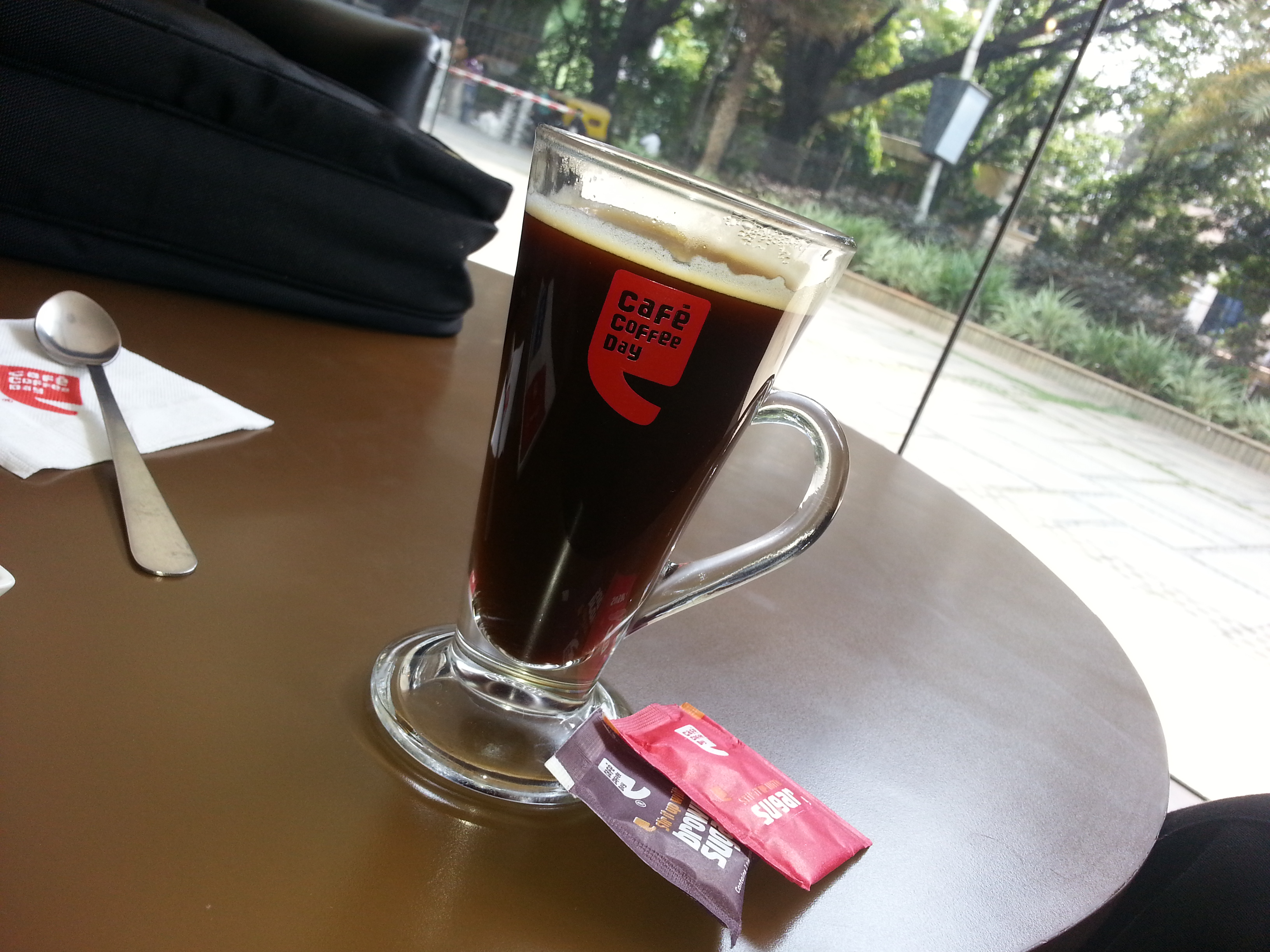
美式咖啡
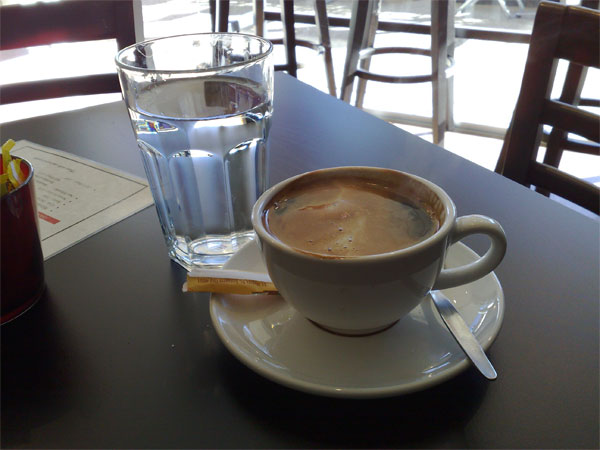
长黑咖啡
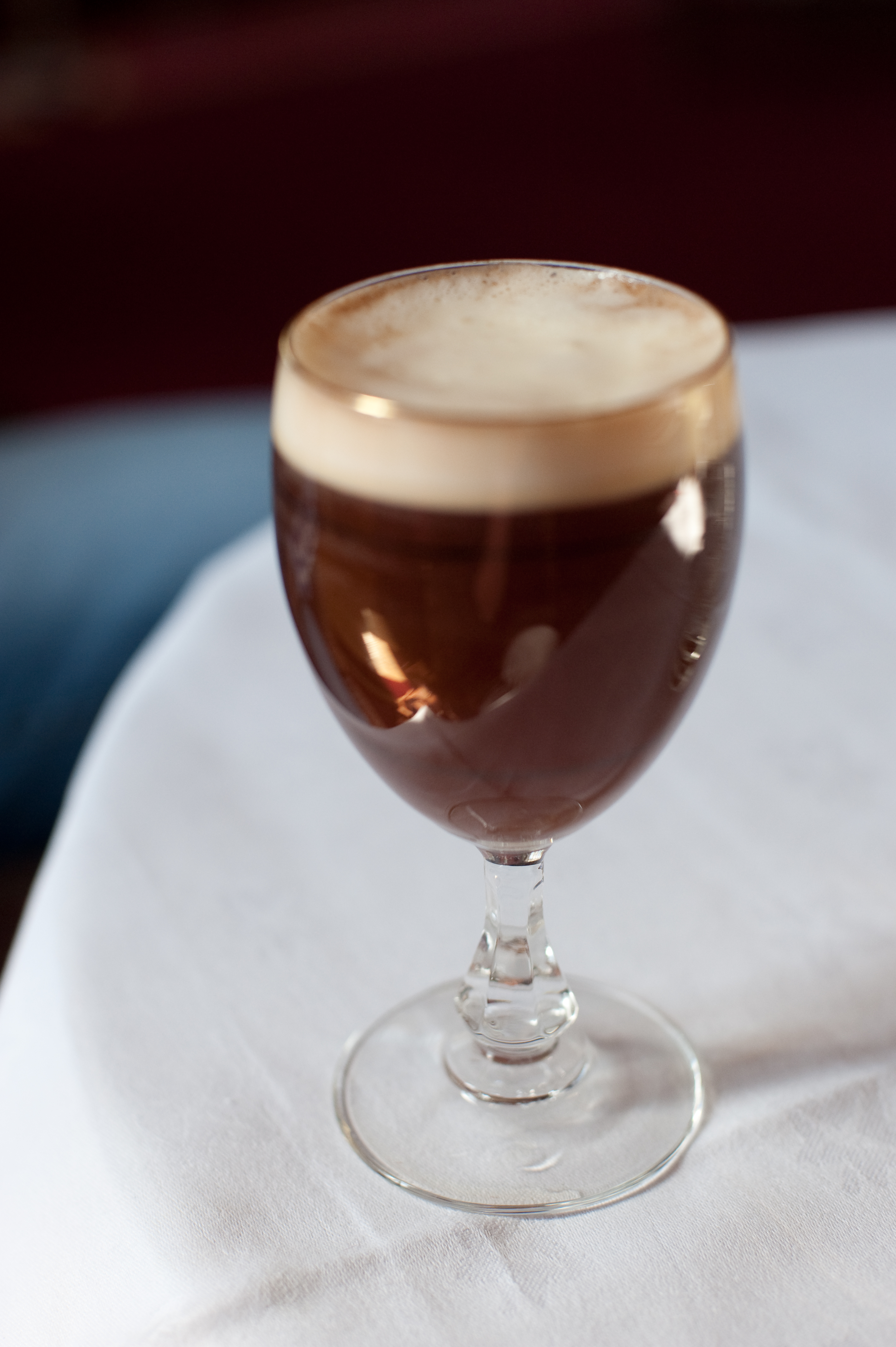
爱尔兰咖啡
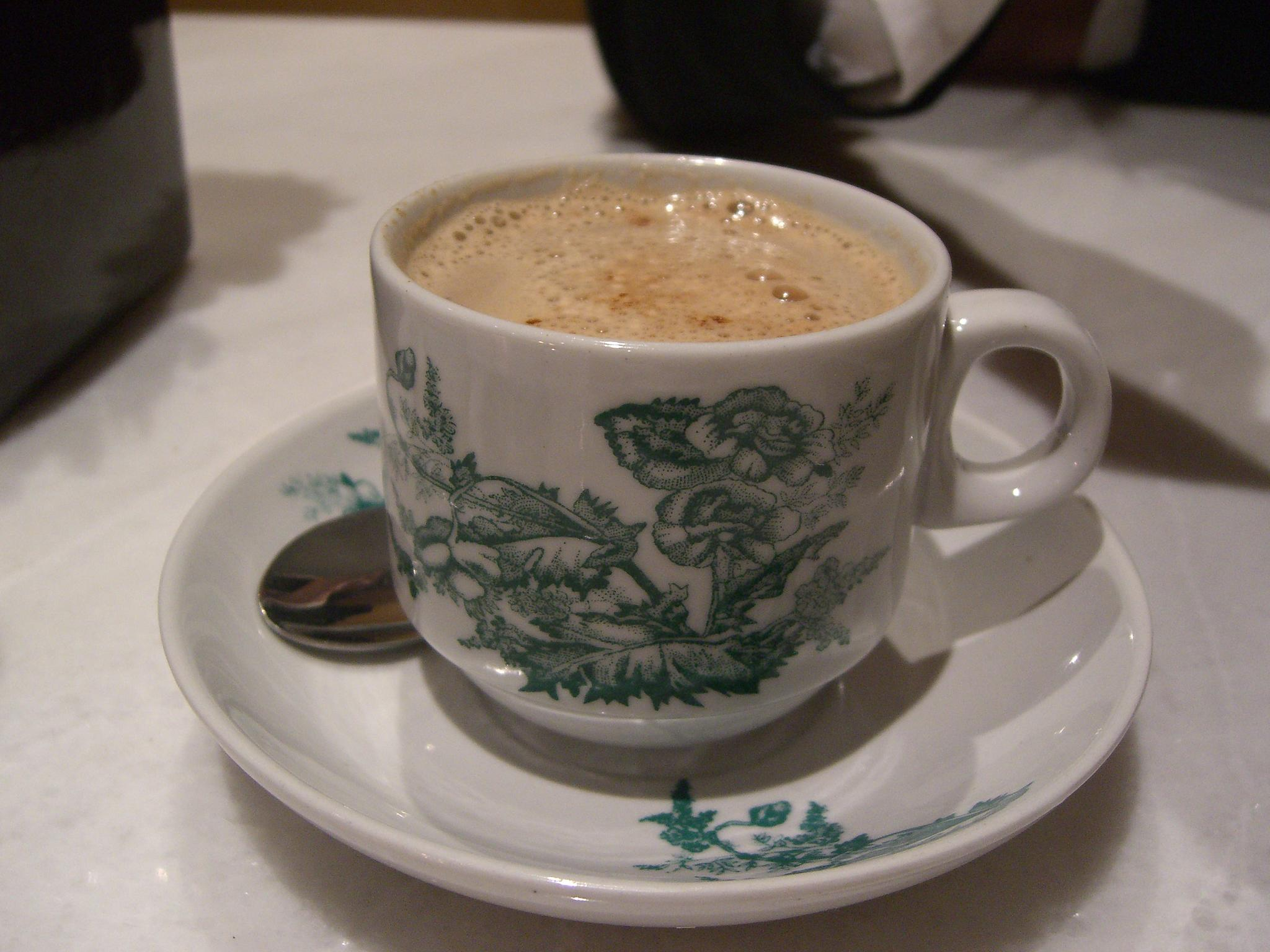
怡保白咖啡
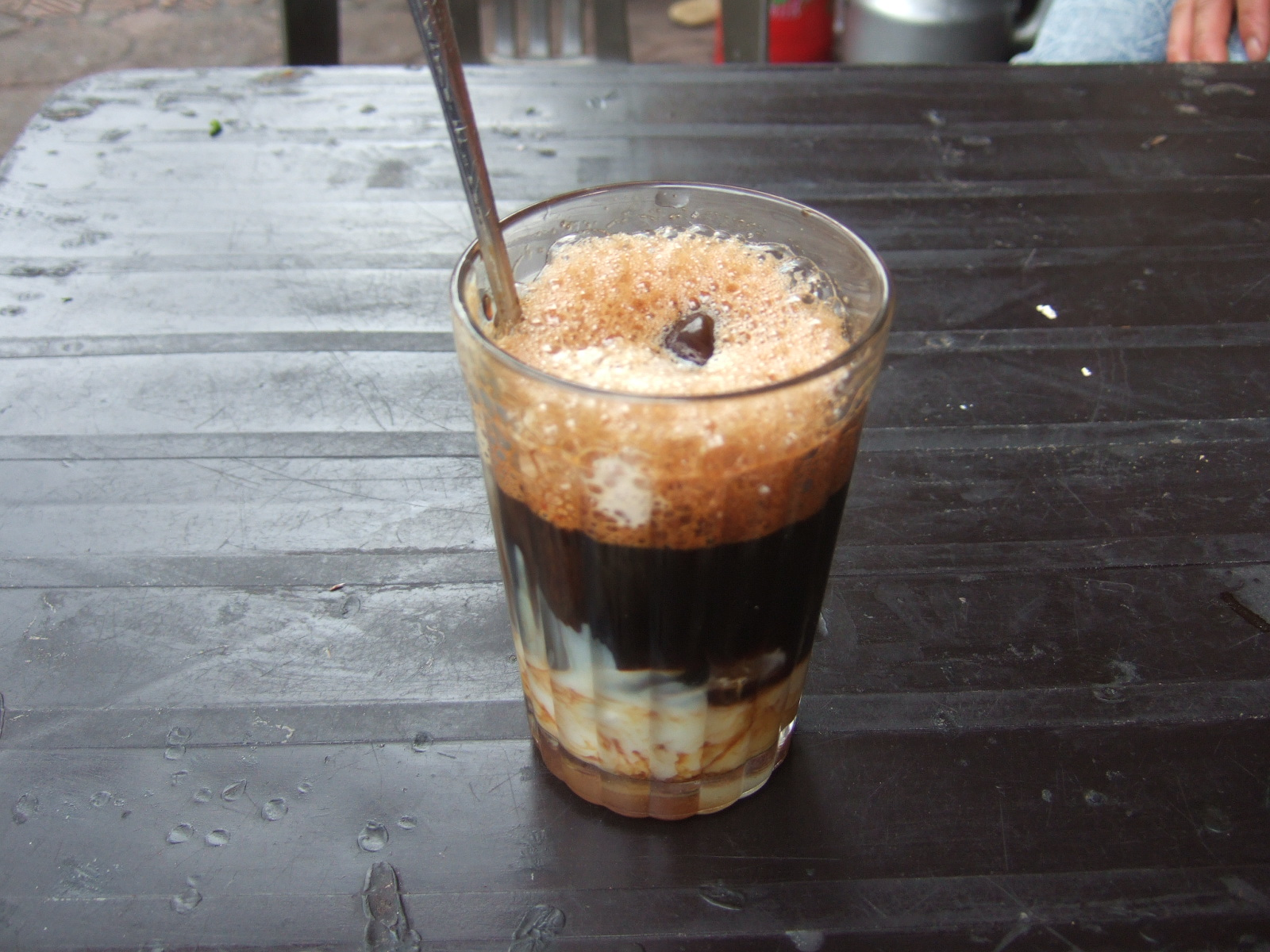
越南咖啡
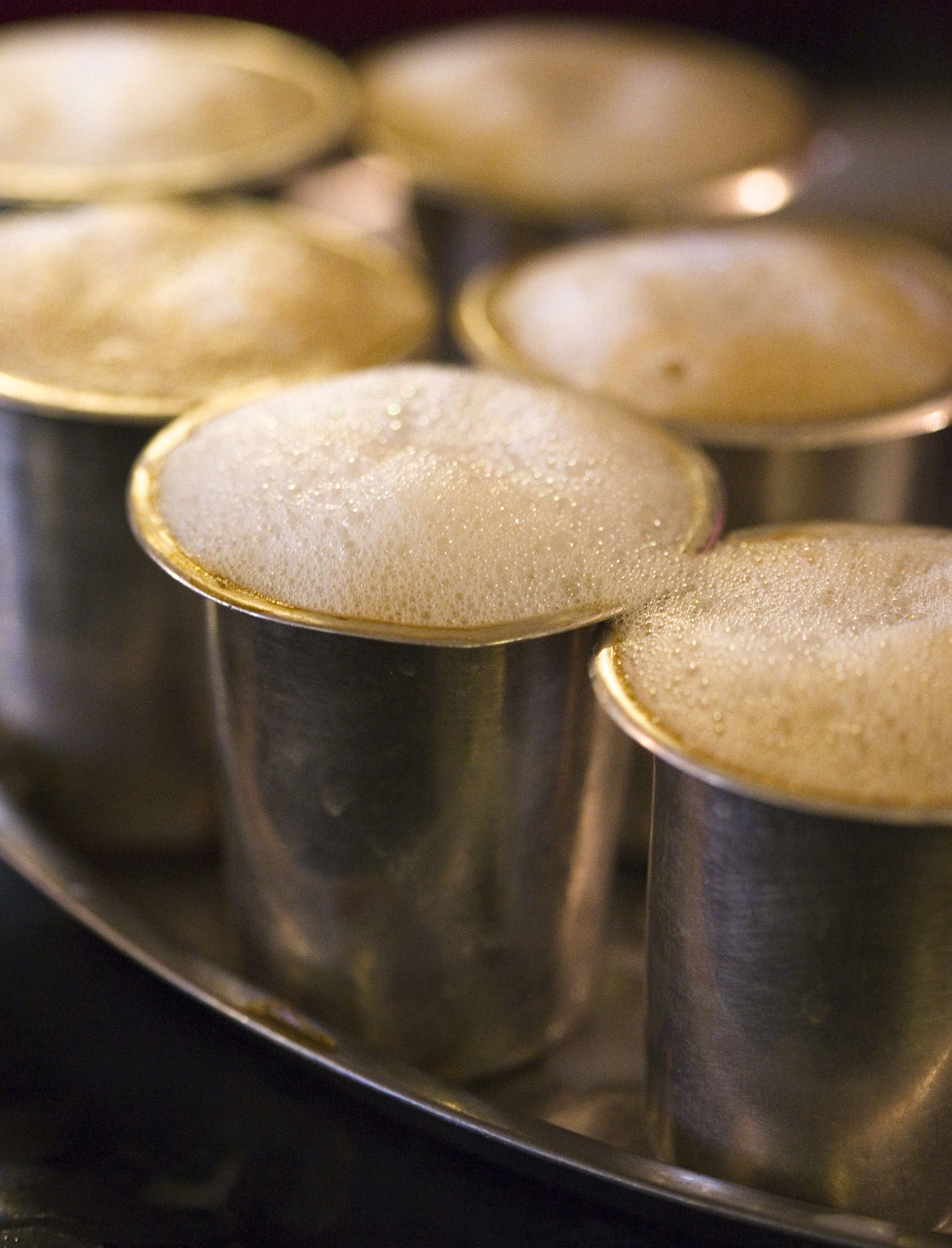
印度滴漏咖啡
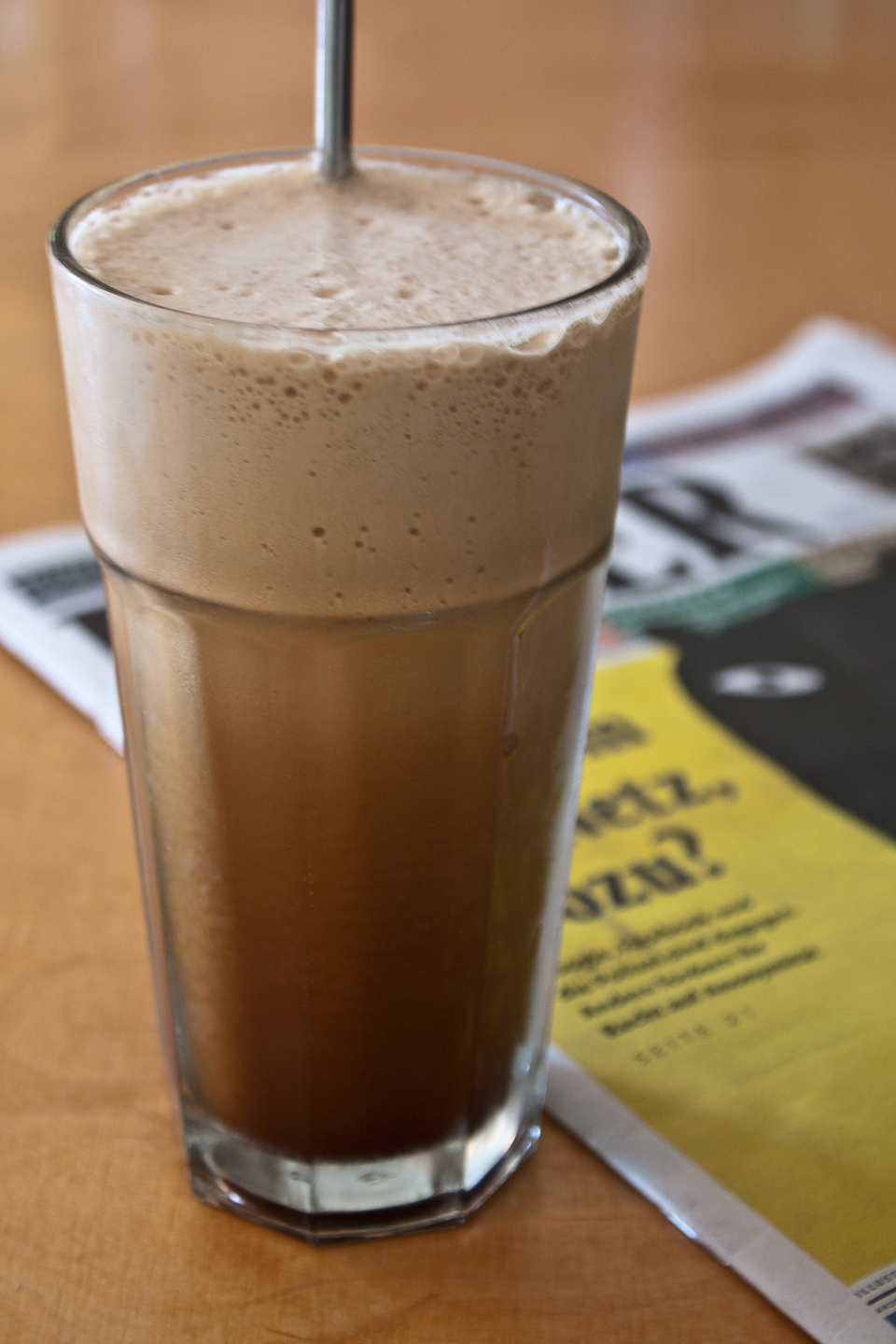
希腊法拉沛咖啡
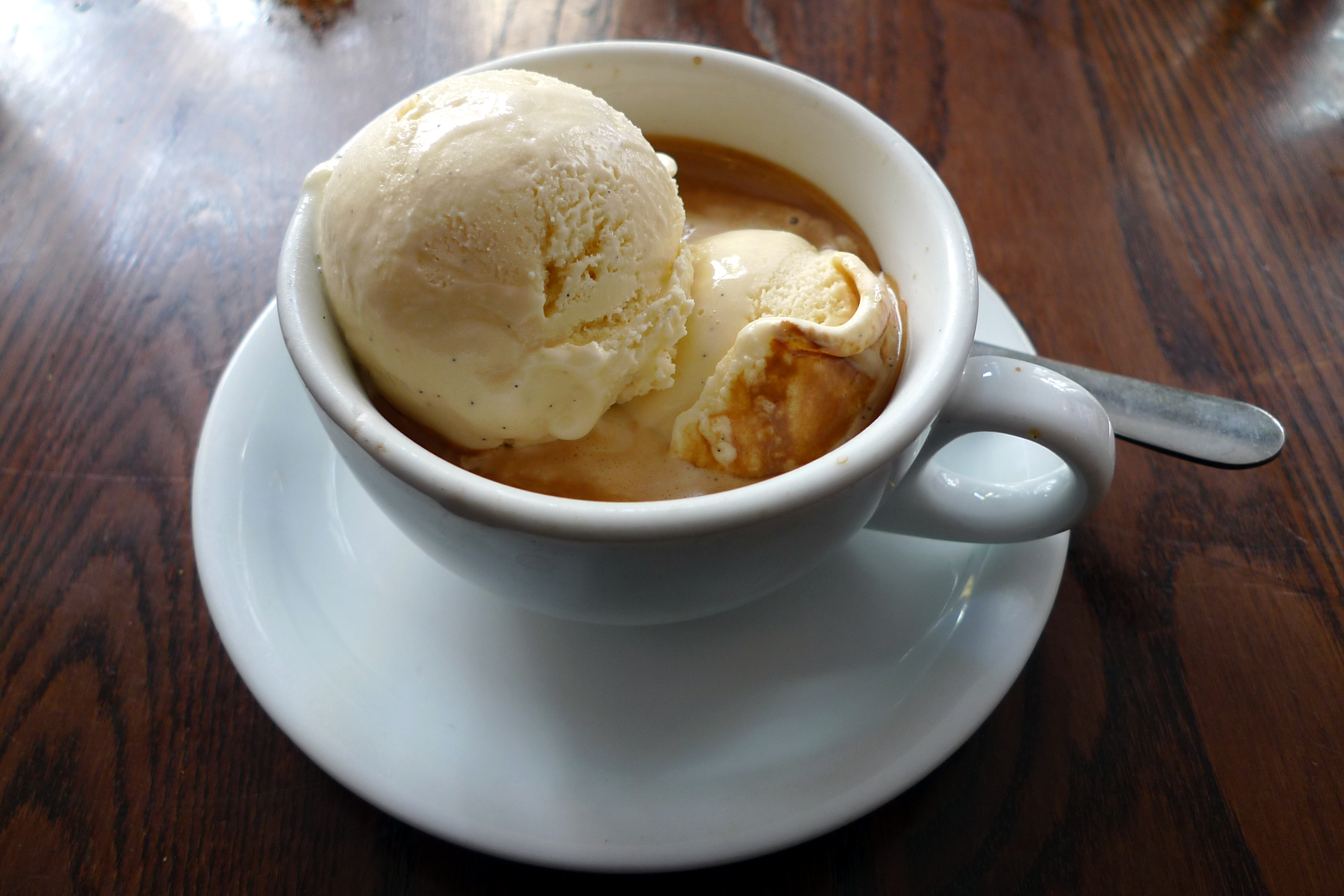
阿芙佳朵

## 健康影響
國際癌症研究機構（IARC）曾將咖啡中的咖啡酸列為2B類致癌物（限於膀胱癌），即「有可能對人體致癌」。IARC在2016年6月15日發表的報告，說明經過徹底的審視1,000份研究報告後，發現沒有足夠的證據支持“咖啡有可能致癌”的論點。
有專家認為，咖啡因不宜過量，因而限制每天不宜超過 4 杯咖啡，精確地說，成年人單次飲用咖啡因量應限制在 200 mg 以下(約 3 mg /公斤體重 )；每天咖啡因總飲用量不宜超過400 mg (約5.7 mg /公斤體重 )。因此在選用咖啡時，宜注意標示的咖啡因含量和杯子的容量；一般分為紅標 (一杯含咖啡因201 mg以上 )，黃標（一杯含咖啡因101∼200 mg）和綠標（一杯含咖啡因＜100 mg )。哺乳婦建議可比照成人，但孕婦和青少年應減為半量。目前發現飲用咖啡甚至可能對肝癌與子宮內膜癌有預防效果。
哈佛大学近期有研究表明，规律饮用咖啡可降低女性心血管疾病风险，并可能预防老年痴呆和糖尿病。

## 公平貿易
全球70%的咖啡豆是由規模較小的農園所栽種，然而買方卻掌握在大公司與數間大型咖啡公司間，以壓倒性的姿態掌握價格決定權。咖啡豆生產大多是重複著休耕一年再豐收一年，且果實必須由人工手摘，因此市場上很難維持穩定的價格，買方為了避免因行情變動而產生損失，便壓低向農園的購買價格，因此農園不得不以低薪資聘僱勞工。因此咖啡豆遂變成生產國與消費國間，因經濟落差而產生的南北半球之象徵性發展問題。
公平貿易（Fairtrade）運動，便是自發展中國家的弱勢生產者以及勞工手中，以適當的價格購買咖啡原料與製成品，以促進環境改善以及經濟上的自立。但也有学者提出公平贸易对于咖啡农的帮助微乎其微，质疑其系统的成熟性。